# Азербайджанская Демократическая Республика
Азербайджа́нская Демократи́ческая Респу́блика (АДР) или Азербайджа́нская Наро́дная Респу́блика (АНР) (азерб. Azərbaycan Xalq Cümhuriyyəti (AXC), آذربایجان جومهوریتی), в советской трактовке Азербайджа́нская буржуа́зная респу́блика (Азербайджанская Республика) — независимое государство, провозглашённое Временным национальным советом мусульман Закавказья (Национальный совет Азербайджана) 28 мая 1918 года в Тифлисе при прекращении существования Закавказской федерации.
Азербайджанская Демократическая Республика была провозглашена Временным национальным советом мусульман Закавказья (Национальный совет Азербайджана) в пределах преимущественно населённых мусульманами территорий бывшего Кавказского наместничества — Бакинской, Елизаветпольской губернии, а также Закатальского округа. В период с мая по октябрь 1918 года на большей части территории АДР находились турецкие войска, с ноября 1918 года по август 1919 года — в Баку и восточной части страны находились британские войска.
27 апреля 1920 г. части 11-й армии РККА перешли границу АДР и 28 апреля вошли в Баку. АДР прекратила существование, и была провозглашена Азербайджанская Социалистическая Советская Республика.

## Государственная символика

### Флаг

Первый флаг Азербайджанской Демократической Республики

21 июня 1918 года правительством в г. Гяндже было принято постановление о флаге:
«Признать флагом Азербайджана флаг, изготовленный из красной материи с изображением белого полумесяца и белой восьмигранной звезды на красном фоне».
9 ноября 1918 года на основе доклада председателя правительства Фатали хана Хойского был утверждён флаг, состоящий из горизонтальных равновеликих голубой, красной и зелёной полос с изображением в центре белых полумесяца и 8-конечной звезды:
«Национальным флагом признать флаг, состоящий из зелёного, красного и голубого цветов с белым полумесяцем и восьмигранной звездой».
В своём выступлении Ф.Хойский сказал, что полумесяц символизует ислам, 8-конечная звезда указывает 8 букв названия «Азербайджан» (в арабском алфавите).

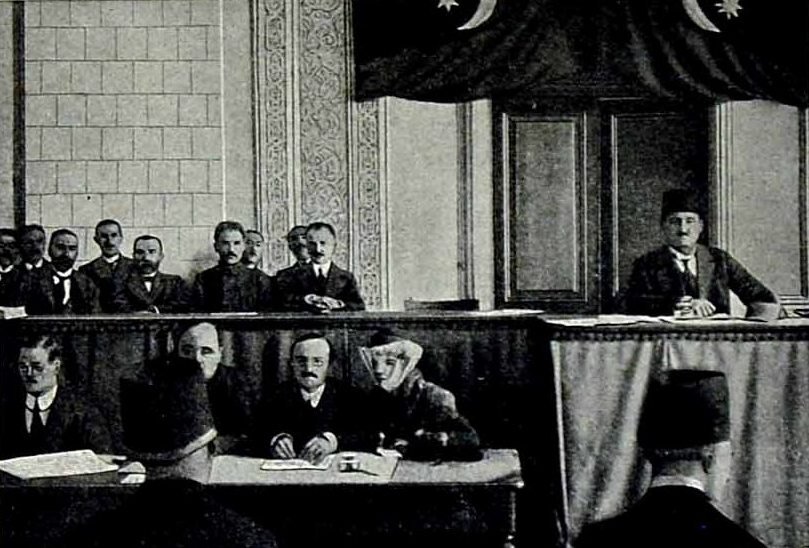
Первое заседание парламента Азербайджанской Демократической Республики, на котором вывешен трёхцветный флаг. 7 декабря 1918 года.

7 декабря 1918 года новый флаг был подтверждён парламентом и поднят над зданием парламента. В своей речи на заседании парламента Мамед Эмин Расулзаде отмечал: «…это трёхцветное знамя, символизирующее независимый Азербайджан, поднятое Национальным советом и означающее тюркскую свободу, исламскую культуру и современность, будет всегда развеваться над нами…».
10 декабря 1918 года в газете «Азербайджан» была опубликована статья М. Э. Расулзаде, в которой говорилось, что три цвета на флаге «являются символами тюркской национальной культуры, современной европейской демократии и исламской цивилизации»..
Автор мелодии государственного гимна Азербайджана Узеир Гаджибеков писал: «Азербайджанская Республика возникла на здоровой национальной основе и тюркском сознании… В то же время Азербайджан стремился создать новое общество, действовать европейским разумом. Три цвета нашего флага и символизируют эти элементы».
В 1922 году Мамед Эмин Расулзаде эмигрировал из РСФСР, выехав через Финляндию в Турцию, где с Гюльмамедом Багировым изготовил флаг АДР, который впоследствии был передан на хранение в Музей истории Азербайджана, а ныне — представлен в экспозиции Музея государственного флага Азербайджана, открытого президентом Азербайджана 9 ноября 2010 года — в 92-ю годовщину принятия трёхцветного флага.
17 ноября 1990 года трёхцветный флаг АДР был утверждён государственным флагом Нахичеванской Автономной Республики, а 5 февраля 1991 года — утверждён государственным флагом Азербайджанской Республики.

### Герб
30 января 1920 года правительство Азербайджанской Демократической Республики приняло постановление об объявлении конкурса на представление проектов национального гимна, государственного герба и печати:
 «Поручить министру народного просвещения объявить конкурс на представление проектов национального гимна, государственного герба и печати с премией в 50 тыс. руб. первому и 25 тыс. [руб.] — вторым».
Однако, в результате падения 28 апреля 1920 года Азербайджанской Демократической Республики герб не был принят.

### Гимн
30 января 1920 года Совет Министров Азербайджанской Демократической Республики принял постановление о выработке национального гимна республики. С этой целью Министерством народного просвещения был объявлен конкурс. Однако падение АДР 28 апреля 1920 года не позволило принять национальный гимн Азербайджана.
Существует, однако мнение, что неофициальным гимном АДР был Марш Азербайджана, написанный Узеиром Гаджибековым на слова Ахмеда Джавада (ныне — государственный гимн Азербайджана). Отмечалось, что в годы АДР этот марш пели в военных школах перед началом занятий.

## История

### Предыстория
После Февральской революции 1917 года мусульманское тюрко-татарское национальное движение переходит от постановки и обсуждения на страницах печати проблем в основном национально-культурного характера к выдвижению и решению чисто политических задач. Доминирующее положение среди мусульман в Бакинской и Елизаветпольской губерниях в новых условиях занимает партия «Мусават», созданная в 1911 году и, с самого своего зарождения, поставившая целью отстаивание принципа самоопределения закавказских тюрок-мусульман.
В конце октября 1917 года в Баку состоялся первый съезд партии «Мусават», принявший новую программу, включавшую следующие требования:

1. Государственный строй России должен быть в форме федеративной демократической республики, на началах национально-территориальной автономии.

2. Свобода слова, совести, печати, союзов, собраний, стачек должны быть утверждены конституцией и гарантированы государством.

3. Все граждане, без различия вероисповедания, национальности, пола и политических убеждений равны перед законом. Паспортная система упраздняется. Всякому предоставляется полное право передвижения как в пределах своей страны, так и выезд за пределы государства без всяких специальных на то разрешений.

4. Для всех служащих и рабочих устанавливается восьмичасовой рабочий день.

5. Все казённые, удельные, дворянские и частновладельческие земли раздаются крестьянам бесплатно и безвозмездно.

6. Суды подчиняются лишь законам и впредь, до утверждения постановлений полномочных судебных органов, ни один гражданин не подлежит наказанию.

7. Всеобщее, бесплатное и обязательное начальное и высшее обучение.

(Государственный архив Азербайджанской Республики, ф.894, оп.1, ед.хр.56, л.5).

Через неделю после Октябрьской революции в Петрограде, 31 октября (13 ноября) 1917 года, на расширенном заседании Бакинского совета рабочих, крестьянских и солдатских депутатов Бакинский Совет по предложению его руководителя Степана Шаумяна, несмотря на сопротивление эсеров и меньшевиков, объявил себя местным правомочным революционным законодательным органом и принял резолюцию о признании власти Совнаркома Российской Республики. Степан Шаумян был избран председателем исполкома Бакинского Совета.
За пределы Бакинского уезда власть Совета, однако, фактически не распространялась. Остальная часть Закавказья управлялась коалиционным Закавказским комиссариатом, созданным 15 (28) ноября 1917 года представителями националистических и социал-демократических партий. В закавказское правительство, возглавляемое Евгением Гегечкори, вошли и мусульманские представители — Фатали Хан Хойский, Мамед-Юсиф Джафаров, Х. Хасмамедов и Худадат-бек Мелик-Асланов.
Бакинский Совет заявил Гегечкори о непризнании власти комиссариата и настаивал на признании власти СНК Советской России. 16 декабря Шаумян декретом СНК Советской России был назначен временным чрезвычайным комиссаром по делам Кавказа.
18 января 1918 года в Москве открылось Всероссийское учредительное собрание, большинство членов которого составили представители социал-демократов — меньшевиков и социалистов-революционеров. Учредительное собрание большинством голосов провозгласило Россию демократической федеративной республикой, отказалось признать власть Совета Народных Комиссаров и декреты II Всероссийского съезда Советов. В ответ на это большевики прекратили работу Учредительного собрания.
Спустя неделю, 12 (25) января, Закавказский комиссариат, обсудив вопрос о политическом положении, принял решение о создании Закавказского сейма как законодательного органа Закавказья. 10 (23) февраля в Тифлисе прошло первое заседание Сейма, в состав которого вошли вернувшиеся из Петрограда члены Всероссийского учредительного собрания, избранные по Закавказскому избирательному округу, и представители политических партий и общественных организаций (большевики от участия в работе Закавказского сейма отказались). Мусульманская фракция Сейма состояла из 44 депутатов, представлявших партии «Мусават», «Иттихад», «Гуммет» и мусульманский социалистический блок, лидером фракции являлся Мамед Эмин Расулзаде.

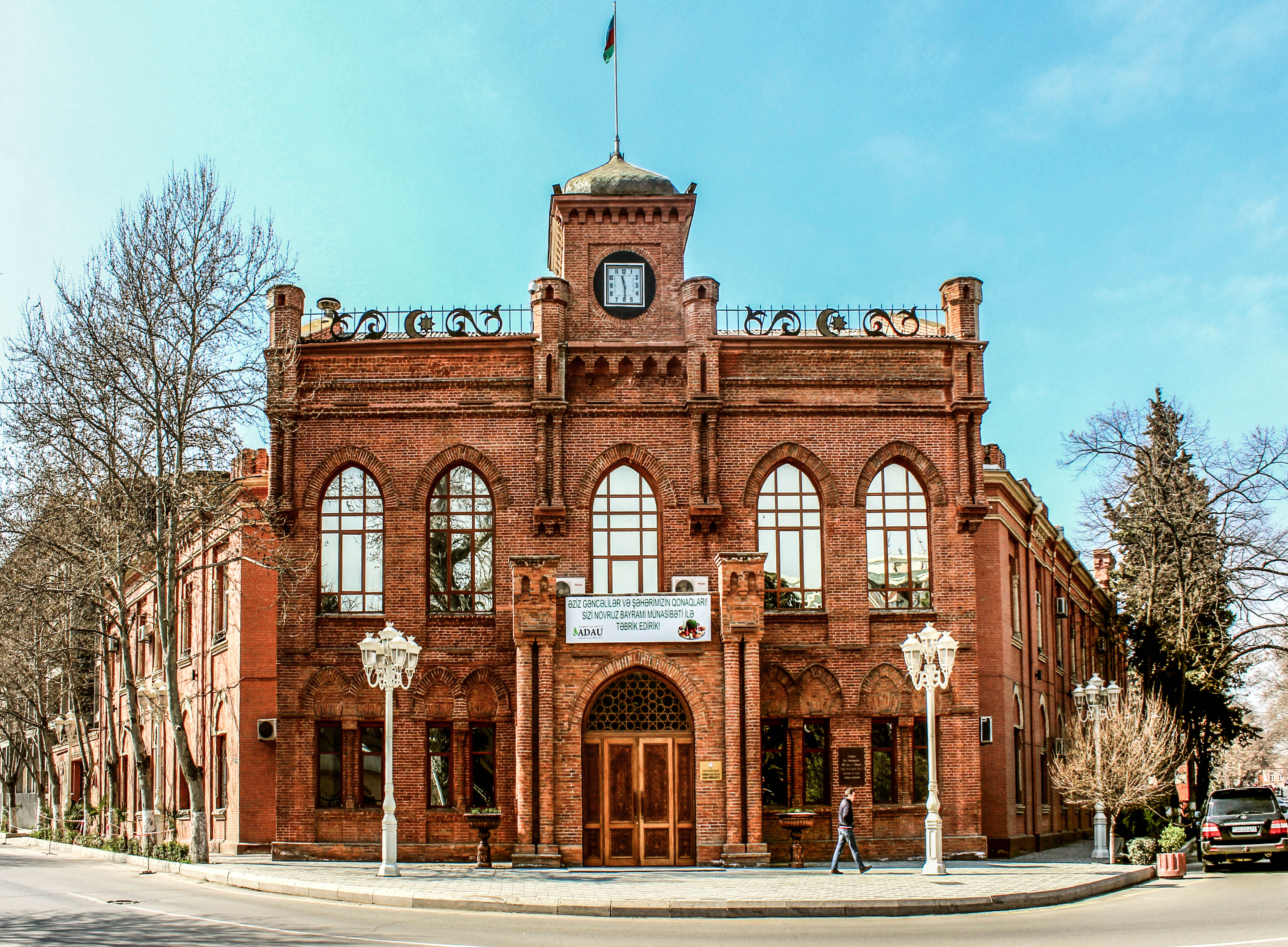
Здание Азербайджанского Национального Совета в Гяндже

3 марта 1918 года Советская Россия подписала Брестский мир, по которому, в частности, Турции отходили области Батума, Карса и Ардагана, аннексированные Россией в результате Русско-турецкой войны 1877—1878 годов.
Турецкие войска, нарушив перемирие на Кавказском фронте, длившееся с 5 (18) декабря 1917 года, перешли в наступление. 11 марта турки вернули контроль над Эрзерумом, 13 апреля — был взят Батум. Тем временем переехавший из Тифлиса в Баку Военно-революционный комитет Кавказской армии развернул работу по созданию советских вооружённых сил. 30 марта — 1 апреля в Баку произошли кровавые межэтнические столкновения, после которых власть перешла в руки Бакинского Совета народных комиссаров (СНК). Совет народных комиссаров, в котором были представлены большевики и левые эсеры, был образован 25 апреля на заседании Бакинского совета. Председателем СНК стал Степан Шаумян.
Военные неудачи на турецком фронте вынудили закавказское правительство просить о возобновлении мирных переговоров, но Турция в качестве предварительного условия потребовала официального объявления независимости Закавказья и выхода его из состава России. 22 апреля 1918 года Закавказский сейм принял резолюцию о провозглашении Закавказья независимой, демократической и федеративной республикой, а 26 апреля было сформировано новое правительство Закавказья под руководством Акакия Чхенкели. В состав этого правительства вошли 5 мусульманских представителей: Фатали Хан Хойский (министр юстиции), Худадат-бек Мелик-Асланов (министр путей сообщения), Насиб-бек Усуббеков (министр просвещения), Мамед Гасан Гаджинский (министр торговли и промышленности) и И. Гайдаров (министр государственного контроля).
Закавказье, лишившееся единой сильной власти, было охвачено анархией (см. Мартовские события в Баку (1918), Резня армян в Баку, Шушинская резня).
Тем временем турки продолжали продвижение, заняв в течение двух месяцев Карс, Ардаган, Батуми, Озургети, Ахалцихе. Правительство Закавказья, не располагая силами для отпора наступлению, было вынуждено пойти на переговоры с турецким командованием (при посредничестве Германии). Переговоры, продолжавшиеся в Батуми с 11 мая по 26 мая, выявили острые внешнеполитические разногласия между национальными фракциями в Закавказском сейме, что в конце концов привело к роспуску Сейма и распаду федерации. На переговорах Турция предъявила ещё более тяжёлые условия, чем предусматривал Брест-Литовский договор — Закавказье должно было уступить Турции две трети территории Эриванской губернии, Ахалцихский и Ахалкалакский уезды Тифлисской губернии, а также контроль над Закавказской железной дорогой. В этой ситуации Грузинский национальный совет обратился за помощью и покровительством к Германии. Германское командование охотно откликнулось на это обращение, поскольку Германия ещё в апреле 1918 года подписала с Турцией секретное соглашение о разделе сфер влияния в Закавказье, согласно которому Тифлисская и Кутаисская губернии отошли к сфере влияния Германии. Германские представители посоветовали Грузинскому национальному совету незамедлительно провозгласить независимость и официально просить Германию о покровительстве, чтобы избежать турецкого нашествия и гибели. 24-25 мая 1918 года на заседании исполкома Грузинского национального совета это предложение было принято. 26 мая Закавказский сейм объявил о самороспуске.

### Провозглашение независимости

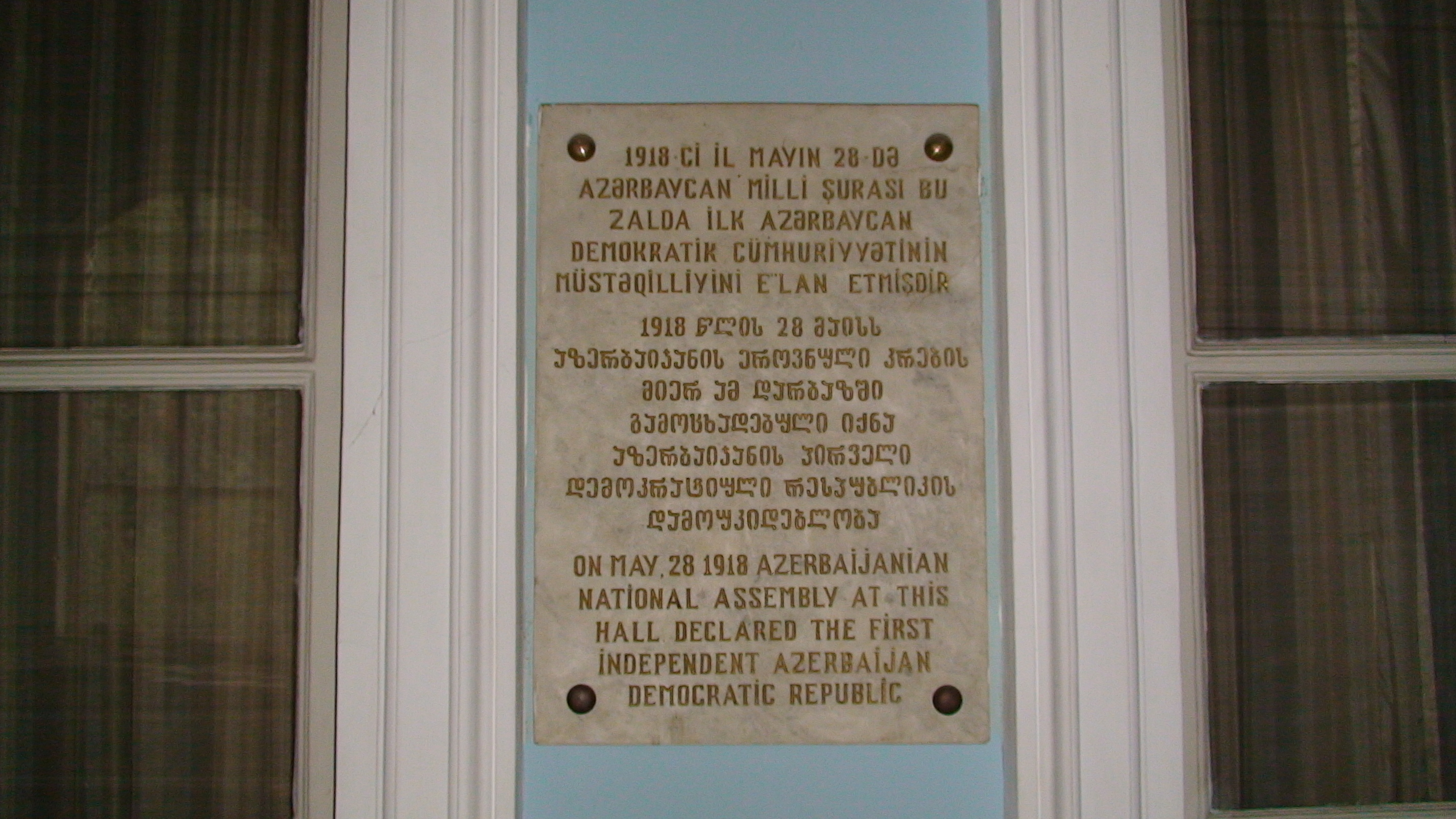
Мемориальная доска в зале бывшего Дворца наместника на Кавказе в Тбилиси, где была провозглашена независимость Азербайджана.

27 мая члены мусульманской фракции Закавказского сейма на своём заседании приняли решение провозгласить независимость Азербайджана, объявив себя Временным Национальным советом Азербайджана. Тем самым была заложена основа для будущей парламентской республики. На этом собрании были избраны президиум и председатель Национального совета Азербайджана, которым стал Мамед Эмин Расулзаде.
28 мая была провозглашена самостоятельная Азербайджанская Демократическая Республика (АДР).Национальный Совет 28 мая 1918 года принял важнейший документ под названием «Декларация Независимости». В «Декларации» говорилось:
1. Азербайджан является полноправным независимым государством. Его территория состоит из Восточного и Южного Закавказья. Высшая власть в государстве принадлежит азербайджанскому народу.
2. Формой политического устройства независимого Азербайджана устанавливается Демократическая Республика.
3. Азербайджанская Демократическая Республика стремится установить добрососедские отношения со всеми членами международного общества, а в особенности с соседними народами и государствами.
4. Азербайджанская Демократическая Республика гарантирует в своих пределах гражданские и политические права всем гражданам без различения национальностей, вероисповедания, социального положения и пола.
5. Азербайджанская Демократическая Республика всем народностям, населяющим её территорию, предоставит широкий простор для свободного развития.
6. До созыва Учредительного Собрания во главе управления всем Азербайджаном стоит Национальный Совет, избранный народным голосованием, и Временное Правительство, ответственное перед Национальным Советом.

В этот же день Фатали-хан Хойский, которому было поручено сформировать первое правительство АДР, объявил его состав:
1. Председатель Совета Министров и министр внутренних дел — Фатали-хан Хойский, беспартийный;
2. Военный министр — Хосров Паша-бек Султанов, «Мусават»; ;
3. Министр иностранных дел — Мамед Гасан Гаджинский, «Мусават»;
4. Министр финансов и министр народного просвещения — Насиб-бек Усуббеков, «Мусават»;
5. Министр юстиции — Халил-бек Хасмамедов, «Мусават»;
6. Министр торговли и промышленности — Мамед-Юсиф Джафаров, беспартийный, а затем «Мусават»;;
7. Министр земледелия и министр труда — Акпер Ага Шейх-уль-Исламов, «Гуммет»;
8. Министр путей сообщения и министр почты и телеграфа — Худадат-бек Мелик-Асланов, беспартийный;
9. Государственный контролёр — Джамо бек Гаджинский, «Мусульманский социалистический блок»[34].

После провозглашения независимости Азербайджанской Республики (1991 год) 28 мая с 1992 года отмечается как День Республики.

Декларация Независимости АДР. 28 мая 1918
Декларация Независимости АДР на французском языке.
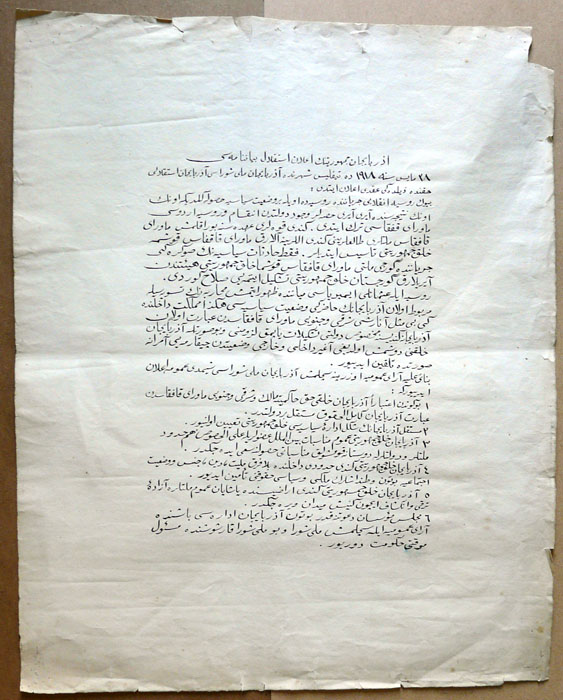
Декларация Независимости АДР на азербайджанском языке.

### Турецкое наступление на Баку

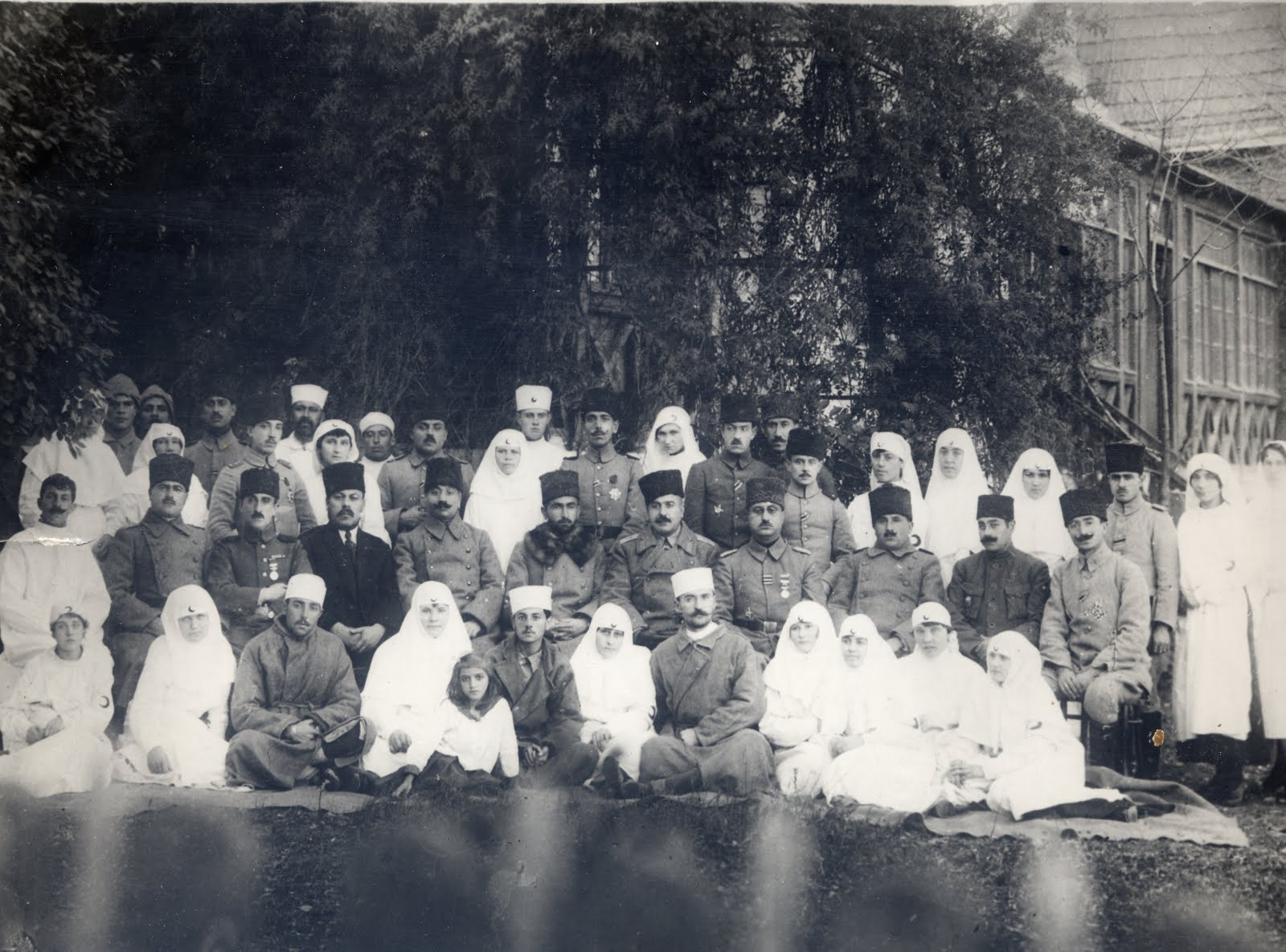
Офицеры Кавказской исламской армии и сотрудники Министерства здравоохранения Азербайджанской Демократической Республики в Гяндже

К этому времени передовые части турецкой 5-й Кавказской дивизии уже находились в Елизаветполе, куда они вступили ещё 25 мая. В тот же день туда прибыл турецкий генерал Нури-паша и приступил к формированию Кавказской исламской армии, которой предстояло провести операцию по взятию Баку.
4 июня был заключён договор о мире и дружбе между АДР и Турцией, согласно которому Турция обязывалась «оказывать помощь вооружённой силой правительству Азербайджанской Республики, буде таковая потребуется для обеспечения порядка и безопасности в стране». Уже на следующий день турецкая армия вступила в Елизаветполь. 6 июня вооружённые формирования Бакинского Совета народных комиссаров начали наступление на Елизаветполь. Правительство АДР обратилось за военной помощью к Турции на основании только что подписанного договора о дружбе. Турция задействовала в этих целях Кавказскую исламскую армию под командованием генерала Нури-паши, в состав которой вместе с прибывшими 5-й Кавказской и 15-й Чанахгалинской турецкими дивизиями вошёл Мусульманский корпус (с 26 июня Отдельный Азербайджанский корпус), сформированный правительством АДР. Объединённые турецко-азербайджанские войска разгромили под Геокчаем части 1-го Кавказского корпуса Красной армии.

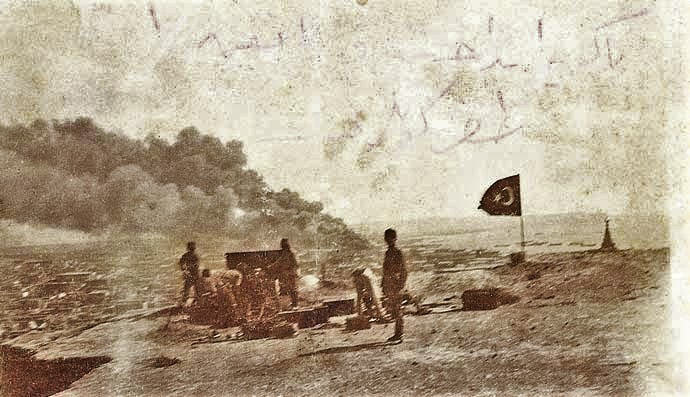
Турецкая артиллерия на высотах около Баку

16 июня правительство АДР и Национальный совет переехали из Тифлиса в Елизаветполь, ставший временной столицей АДР (30 июля городу возвращено историческое название — Гянджа). 17 июня состоялось заседание Национального совета Азербайджана, который под давлением турецкого командования сформировал новое правительство и самораспустился. Законодательная и исполнительная власть до созыва Учредительного собрания перешла второму Временному правительству следующего состава:
1. Председатель Совета министров и министр юстиции — Фатали хан Хойский (беспартийный);
2. Министр иностранных дел — Мамед Гасан Гаджинский (Мусават);
3. Министр просвещения и вероисповедания — Насиб бек Усуббеков (Мусават);
4. Министр внутренних дел — Бейбут Ага Джаваншир (беспартийный);
5. Министр земледелия — Хосров бек Султанов (Мусават);
6. Министр здравоохранения и социального обеспечения — Худадат бек Рафибеков (Мусават);
7. Министр путей сообщения — Худадат бек Мелик-Асланов (беспартийный);
8. Министр торговли и промышленности — Ага Ашуров (беспартийный);
9. Министр финансов — Абдул Али бек Амирджанов (беспартийный);
10. Министр без портфеля — Алимардан бек Топчибашев (беспартийный);
11. Министр без портфеля — Муса бек Рафиев (Мусават);
12. Министр без портфеля — Халил бек Хасмамедов (Мусават).[38]

27 июня государственным языком Азербайджанской Демократической Республики был провозглашён тюркский (азербайджанский) язык.
С 27 июня по 1 июля в сражении под Гейчаем Кавказская исламская армия под командованием Нури-паши решила судьбу войны. Было предотвращено наступление войск Бакинского Совета на Гянджу и Кавказская исламская армия начала контрнаступление в направлении Баку. Разгромленные большевистско-дашнакские войска вынуждены были отступить. Взяты Гейчай, Кюрдамир, Шамахи, Агсу.
9 июля поражением войск Бакинского Совнаркома закончились трёхдневные бои за Кюрдамир.
20 июля части Кавказской исламской армии выбили войска Бакинского Совнаркома из Шемахи, а спустя неделю подошли к Баку на расстояние 16 км. Поражения в боях против Кавказской исламской армии, острый продовольственный кризис в Баку и недовольство политикой Бакинской коммуны привели к смене власти в городе. Правительство бакинских комиссаров было не в состоянии самостоятельно переломить ситуацию, а необходимого военного подкрепления из Советской России не поступило в связи со сложным положением на других фронтах. 25 июля на чрезвычайном заседании Бакинского Совета оппоненты большевистского правительства — блок социалистов-революционеров, меньшевиков и дашнаков — провели большинством голосов резолюцию «О приглашении в Баку англичан и образовании власти из представителей всех социалистических партий». Большевики отказались от участия в коалиции и 31 июля заявили о сложении своих полномочий. Таким образом, власть в Баку перешла в руки «Диктатуры Центрокаспия и Президиума комитета Совета рабочих и солдатских депутатов». Однако новая власть в Баку также была не в силах остановить Кавказскую исламскую армию. Деморализованные войска Диктатуры Центрокаспия терпели поражение за поражением. В этой ситуации руководство Диктатуры Центрокаспия обратилось за помощью к англичанам, которые направили в Баку из Энзели (Персия) экспедиционный корпус численностью ок. 1000 чел. Основные силы англичан были переброшены по морю к 17 августа.
Прибытие немногочисленного английского контингента не смогло изменить положение на фронте, и 15 сентября турецко-азербайджанская армия под командованием генерала Нури-Паши вошла в Баку, после чего в городе развернулись массовые убийства и грабежи среди армянского населения в отместку за убийства мусульман в марте.
В ночь на 14 сентября, начав очередное наступление на Баку, Кавказская исламская армия успешно выполнила поставленные задачи. Вечером того же дня войска Денстервиля, на кораблях покинув Баку, вернулись в Энзели. А 15 сентября бои продолжались не так долго. В тот же день Диктатура Центрокаспия потерпела поражение. С блестящей победой завершилась двухдневная операция турецко-азербайджанских сил по освобождению Баку.

16 сентября по случаю блестящей победы состоялся парад турецко-азербайджанских военных отрядов. В параде приняли участие Нуру паша, Халил паша, генерал Алиага Шихлинский, полковник Габиб бек Салимов, члены парламента и правительства Азербайджана, жители Баку и окрестных сёл. По завершении парада вышеназванные лица и члены правительства в сопровождении воинских подразделений вступили в Баку. 

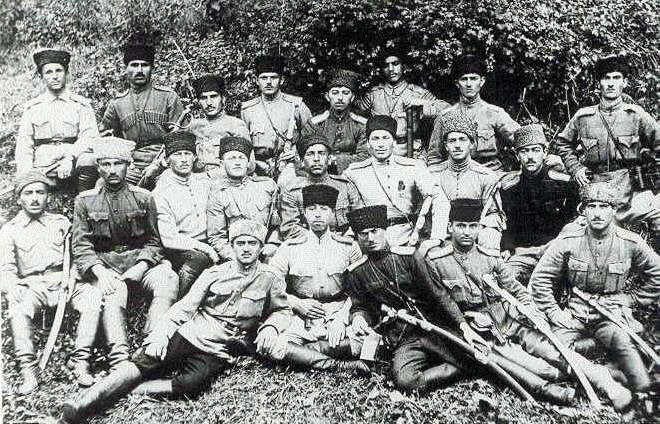
Офицеры армии АДР

17 сентября правительство АДР перебралось из Гянджи в Баку.

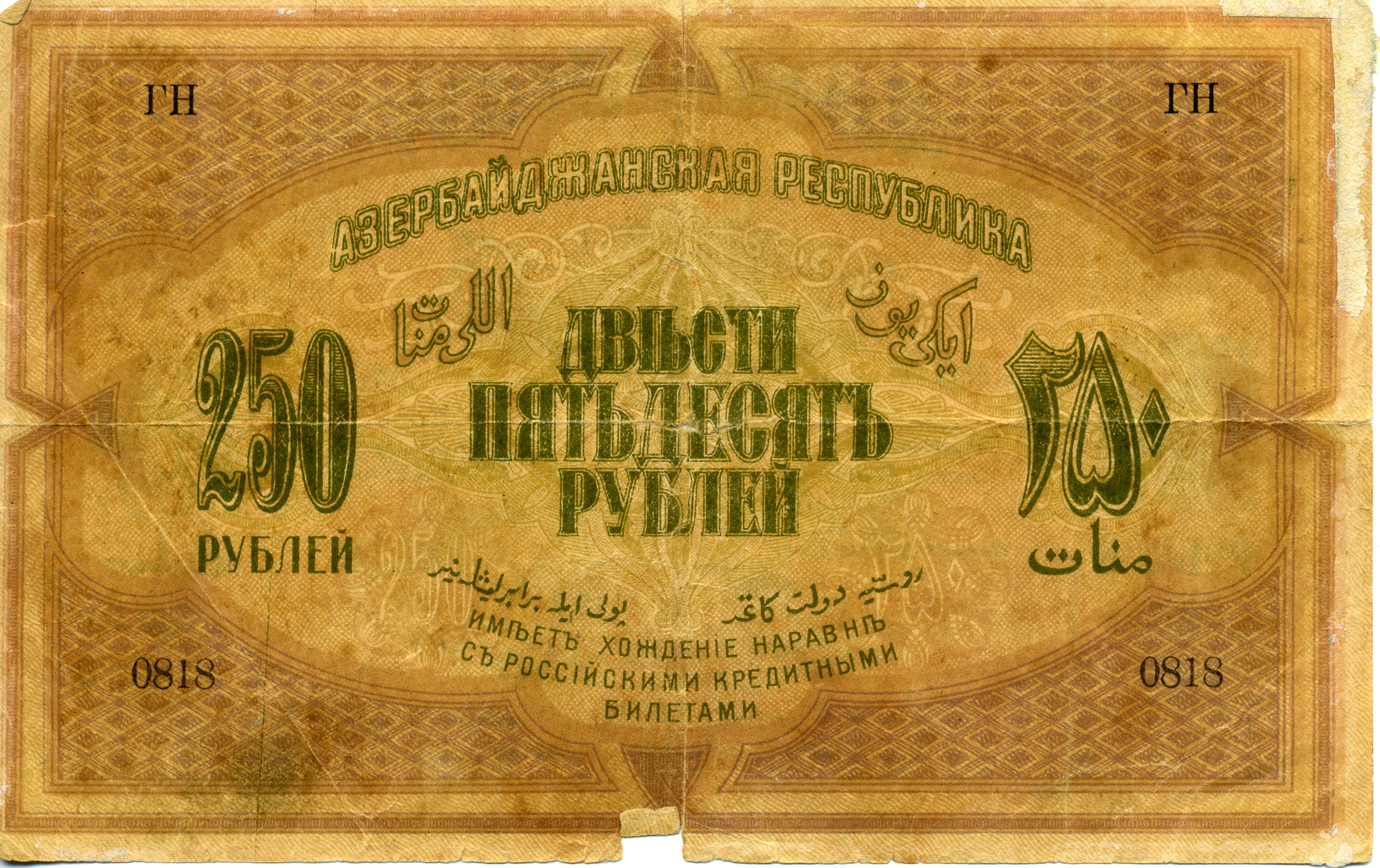
Купюра 250 рублей Банка Азербайджанской республики, 1919. Внешняя сторона

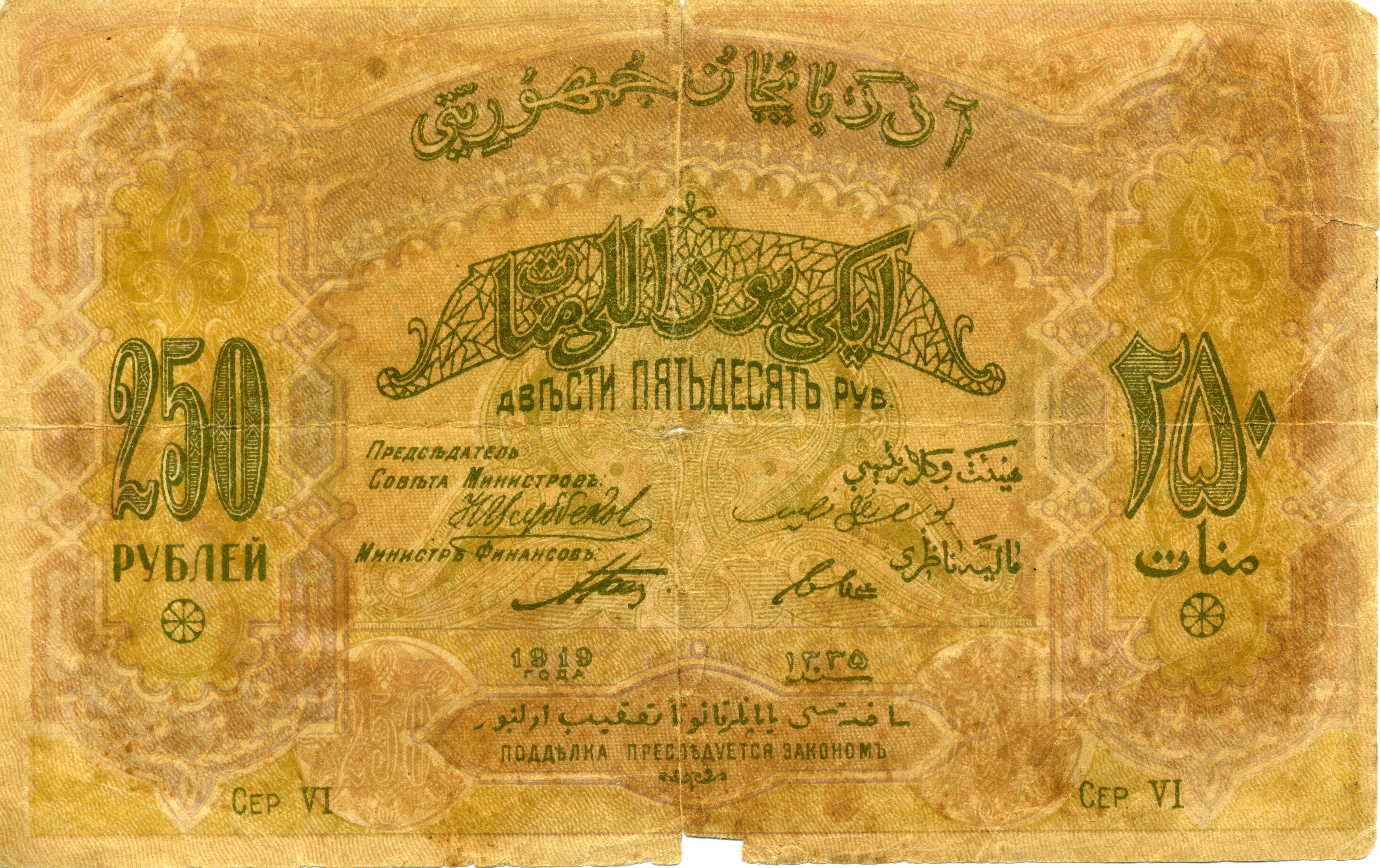
То же самое. Обратная сторона

Завершение боевых действий против войск Бакинской коммуны позволило правительству АДР приступить к решению других задач — утверждения своей власти в Карабахе и Зангезуре, где армянское население категорически отказывалось подчиняться властям АДР. 22 июля 1918 года в Шуше был созван Первый съезд армян Карабаха, который провозгласил Нагорный Карабах независимой административно-политической единицей и избрал собственное Народное правительство (с сентября 1918 г. — Армянский национальный совет Карабаха). Ещё в начале сентября командующий турецкими войсками Нури-Паша предъявил Национальному совету Карабаха (НСК) ультиматум о признании власти АДР, однако Второй съезд армян Карабаха, созванный 6 сентября, отверг его. После взятия Баку отсюда на Карабах была двинута турецкая дивизия. Турецкие войска заняли Шушу, разоружив армянские части, которые не успели оставить город и произвели массовые аресты, вопреки обещаниям амнистии, среди местной армянской интеллигенции. Вооружённые силы НСК воспрепятствовали продвижению турецких войск в горные районы..

### Ввод британских войск
30 октября представителями Антанты и Турции было подписано Мудросское перемирие, которое, в частности, предусматривало эвакуацию турецких войск из Закавказья и предоставление державам Антанты права оккупировать Баку и Батум.
16 ноября, после ухода турецких войск, была возобновлена работа Национального совета Азербайджана. На следующий день в Баку высадились части 39-й британской пехотной бригады под командованием генерал-майора У. М. Томсона, который был назначен губернатором Азербайджана и потребовавшего вывода войск АДР из столицы. С этого времени по апрель 1919 года военное министерство АДР, созданное 7 ноября, располагалось в Гяндже. 28 декабря генерал-майор В. М. Томсон сделал заявление о признании правительства Фатали Хан Хойского единственно законной властью в Азербайджане.
Остатки турецких войск, однако, ещё долго находились на территории Карабаха, частично слившись с армией АДР. Так в телеграмме Зангезурского уездного начальника № 185 от 11 декабря 1918 года сообщалось, что отряд Андраника, воспользовавшись отводом мусульманских войск по требованию англо-французской делегации, напал на соседние мусульманские села: «Их зверски вырезывают без различия пола и возраста, издеваются над трупами, более двенадцати селений предали огню 9 декабря, 10 женщин в данное время находятся в плену у армян». В телеграмме гянджинского губернатора № 70 от 14 декабря 1918 года сообщалось, что «отряд Андраника с местными армянами в Зангезуре напал на мусульманские села у Каландарасы, истребляет мусульман и зверствует».
Ситуацию осложняло огромное количество беженцев, которых, по оценке генерала Томсона, скопилось во всём Карабахе до 40 тысяч — 30 тыс. армян и 10 тыс. мусульман.

### Армяно-азербайджанская война

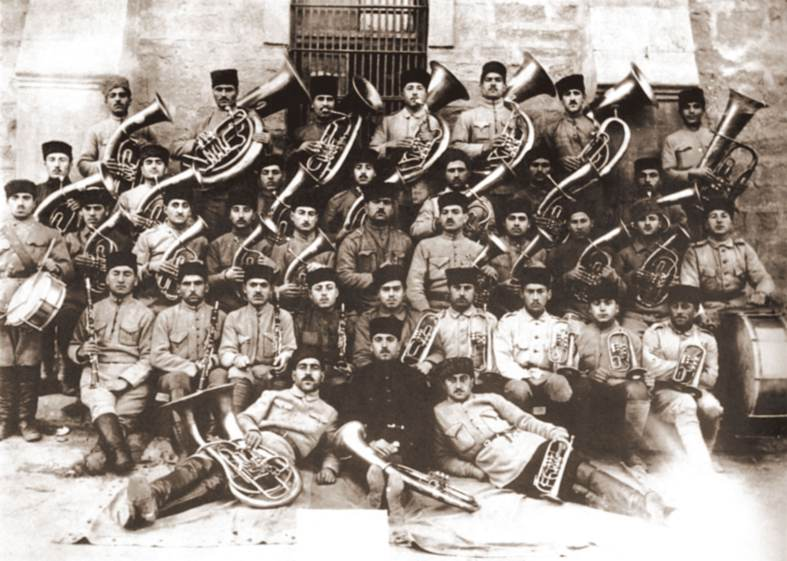
Духовой оркестр армии АДР осенью 1918

Политическое положение в Азербайджане усугублялось также из-за неудачных попыток установить власть над территориями: Шаруро-Даралагеза, Карабаха, Новобаязета, Елизаветполя, Зангезура и Нахичевани. Что было сложной задачей из-за сопротивления местного населения. А также из-за действии самой Армении, считавшей, что те же области являются ее частью.
В мае 1918 года, азербайджанское правительство заявило о союзе с Османской Империи. Азербайджанская Демократическая Республика при поддержке Турции декларировало свою территорию в рамках Бакинской и Елизаветпольской губерний. Однако, армяне Карабаха и Зангезура отказались признать власть Азербайджана.
Зангезур почти сразу стал неприступным оплотом армянского сопротивления. В июне 1918 года генерал Андраник прибыл в Зангезур c ополчением в три-пять тысяч человек и с местными силами подчинил ряд мятежных мусульманским сел, контролировавших важные маршруты, связывающие под районы Зангезура.
22 июля Первый съезд армян Карабаха одновременно приступил и к созданию армии, которая насчитывала до 17 тысяч человек: 15 тысяч винтовок и 6 станковых пулеметов, конница была не многочисленна.
17 сентября 1918 года был созван Третий съезд армян Карабаха, на котором ультиматумы турецкого командования о признании власти Азербайджана были отвергнуты. Съезд в то же время постановил пойти на соглашение с турками, но турки, недовольные затяжкой времени, выдвинулись вперед и заняли Шушу. В горных районах, однако, армяне, сформировав четыре самостоятельных вооруженных отряда (Дизакский, Хаченский, Варандинский, Джерабердский), удачно сопротивлялись попыткам турок проникнуть в горы. Такое положение сохранилось до конца октября.
В конце октября Андраник начал концентрацию своих войск в пограничных селах Зангезура и начал поход на Шушу. В узких долинах рек Забух и Акера 29 ноября 1918 после трехдневных боев дивизия Андраника взяла господствующие высоты, заняв несколько мусульманских селений, которых защищали курдские и азербайджанские ополченцы, в том числе Абдаляр. В Абдаляр из Шуши прибыли британский капитан Сквир и французский капитан Гасфилд, донесшие до Андраника требование генерал-майора Томсона прекратить военные действия ввиду окончания Первой Мировой войны и вернуться в Герюсы. Генерал Андраник разгромил, по азербайджанским данным, до 150 мусульманских селений в Зангезуре и Карабахе; беженцы из которых хлынули в Агдам.
31 октября Турция капитулировала перед Антантой. После окончания Первой Мировой Войны Закавказье подпало под мандат Великобритании. Благодаря распоряжавшейся в Шуше английской миссии (майоры Монк-Мэссон и Гиббон), Армянский Национальный совет Карабаха был восстановлен и вновь взял в свои руки управление регионом. Обстановка была далека от нормальной; в районе оставались азербайджанские и частично турецкие войска, грабежи, разбои и армяно-мусульманские столкновения продолжались, при этом там, где армяне оказывались в силе, они, в свою очередь, совершали набеги на мусульманские селения, сопровождавшиеся угонами скота, а в некоторых случаях — и убийствами.
Британское командование, до переговоров об разделения территории между государствами на парижской мирной конференции, решило временно передать Нахичевань в состав Армении, а Карабах и Зангезур, также временно, в состав Азербайджана. Что шло вразрез с желаниями местного населения взявших контроль в своих областях.
В декабре Джафаркули Хан Нахичеванский в Ыгдыре провозгласил Аракскую Республику в Нахичеване. Армянское правительство, благодаря посредничеству англичан, смогло подчинить регион и Аракская Республика была ликвидирована.
Заявив что судьба спорных территорий должна быть решена на Парижской мирной конференции, английское командование на деле оказывало Азербайджану поддержку в карабахском вопросе. Почувствовав это, Баку в начале 1919 года объявил мобилизацию и занял гарнизонами Шушу, Ханкенди, Аскеран и Карягино.
Во время переговоров в Тифлисе, Армения предлагала провести границы «путем широком плебисцита» основываясь на этническом принципе. Азербайджан отвергал данное предложение, выдвигая исламистскую идею создания общего государства для всех мусульман Кавказа со значительным армянским и грузинским меньшинством.
19 февраля 1920 года Султанов обратился к Национальному совету карабахских армян с категорическим требованием немедленно решить вопрос «окончательного вхождения Карабаха в Азербайджан как неразрывной экономической его части». Азербайджан начинает концентрировать вокруг Нагорного Карабаха войска и нерегулярные отряды.
С 28 февраля по 4 марта 1920 года состоялся Восьмой съезд армян Карабаха, который отверг требование Султанова об «окончательном вхождении в Азербайджан». Съезд обвинил Султанова в многочисленных нарушениях мирного соглашения, вводе войск и Карабах без разрешения Национального совета и организации массовых убийств.
В ночь с 22 на 23 марта 1920 года, в день праздника Новруз, началось армянское восстание, которое закончилось неудачей. К 5 часам дня 23 марта азербайджанским силам шушинского гарнизона удалось выбить армян из города. В ночь с 22 на 23 марта нападениям отрядов восставших армян подверглись Ханкенди и Аскеран, армяне заняли охраняемую крепость Аскеран и окрестные высоты, прервав сообщение между Шушой и Агдамом.
Азербайджанские войска и население разгромили и сожгли армянскую часть Шуши, убив большую часть его армянского населения, а точное количество жертв так и остаётся неизвестным, некоторые источники называют цифры от 20,000 убитых. Азербайджанское правительство отказалось даже осудить массовое убийство, что и привело к началу открытой войны с Демократической республикой Армения.
Командующий азербайджанскими войсками в Карабахе генерал-майор Г. Салимов приказал отбить Аскеран. 29 марта азербайджанские иррегулярные отряды были брошены на высоту 3360 м, отряд Парламентской охраны — на деревню Харамурт, а для атаки деревни Дашбаш вступил 5-й Бакинский пехотный полк.
В марте 1920 года, по азербайджанским данным, муссаватское правительство двинуло в Карабах 20 тысяч солдат из 30 тысяч, составлявших его армию. Также были организованы нерегулярные отряды из местных курдов.
К 31 марта в отряд Салимова прибыло подкрепление в составе свыше одной тысячи штыков, полусотни сабель и конно-горного взвода артиллерии. 2 апреля 1920 года азербайджанским частям на короткое время удалось занять Аскеран. 3 апреля азербайджанские части вступили в Ханкенди, в этот же день были заняты селения Кятик, Аранзамин и Нахичеваник.
3 апреля азербайджанцы вновь заняли Аскеран; 7 апреля, опираясь на Шушу, азербайджанская армия повела наступление на юг. Одновременно происходило наступление на севере, на Гюлистан. Часть армянских селений в районе Гянджи оказалась отрезанной и заняла круговую оборону. К 12 апреля азербайджанское наступление было остановлено в Гюлистане — под Чайкендом, на юге — под Кешишкендом и Сиганхом; в Хачене армянам удалось успешно отбиться от азербайджанцев, наступавших со стороны Агдама, и азербайджанцы ограничились разрушением нескольких деревень в долине реки Хачен, к северо-востоку от Аскерана. Против Азербайджана действовало все вооруженное мужское население Карабаха — около 30 тысяч человек.
Армения официально отрицала свою причастность к боевым действиям, что, не соответствовало действительности. На самом деле армянские войска Зангезурского фронта под командованием «генерала Дро», разгромив азербайджанские заслоны, прорвались в Карабах, изменив стратегическую обстановку: инициатива перешла к армянам, и они начали готовиться к штурму Шуши. К началу апреля восставшим и частям армянской армии удается перейти от обороны к наступлению и изгнать азербайджанские войска, прорвав трехлетнюю блокаду, соединиться с Зангезуром и Арменией. Части армянской армии и добровольческие отряды разгромили до 40 азербайджанских селений. В начале 1920 года они разгромили несколько селений Шушинского уезда. 23 апреля состоялся Девятый Съезд карабахских армян, который провозгласил Нагорный Карабах неотъемлемой частью Армении.
Состоявшийся 23-29 апреля 1920 последний (Девятый) Съезд карабахских армян объявивший о «присоединении Нагорного Карабаха к Республике Армения», постановляет также считать временное соглашение нарушенным «ввиду организованного нападения азербайджанских войск на мирное армянское население Карабаха».
Однако, уже в мае — июне 1920 года, установив советскую власть в Азербайджане, Красная армия занимает Нагорный Карабах, объявляя его спорной территорией.
Во время конфликта имели место случаи массовых убийств: убийство азербайджанскими исламистами трех с половиной тысяч возвращающихся с фронта русских солдат в Шамхоре, учинённая большевистско-дашнакскими силами резня мусульманского населения в Баку и других регионах, затем учинённая азербайджано-турецкими силами резня армян в Баку, Кайбаликенде и Шуше.
В Азербайджане многие земли, населённые армянами, опустели. В Шемахинском и Нухинском уездах было подвержено этнической чистке 44 селения с 37000 жителей. То же самое происходило в городах: Шемахе, Нухе, Агдаме, Гяндже, армянское население уцелело только в местах куда не проникли мусаватисты. В Армении дашнаками проводилась аналогичная политика, в первую очередь против мусульман, которые были изгнаны из Новобаязетского, Эриванского, Эчмиадзинского и Шаруро-Даралагезского уездов.

### Падение

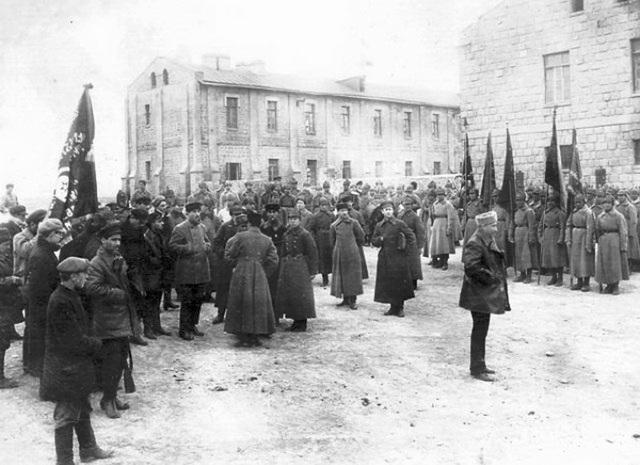
Красная армия в Баку, май 1920 г.

Тем временем, части 11-й армии РККА, разбив остатки войск Деникина, в середине апреля 1920 года подошли к северным границам Азербайджана. Воспользовавшись тем, что Азербайджан перебросил практически все свои войска в Карабах, 27 апреля части 11 Армии перешли азербайджанскую границу и, не встретив существенного сопротивления, 28 апреля вошли в Баку. АДР прекратила существование, и была создана Азербайджанская Советская Социалистическая Республика.
Как стало известно впоследствии, начиная с весны 1920 года на контакты с руководством Советской России вышли представители турецких кемалистов, рассматривавших Советскую Россию как союзника в борьбе с империалистической Антантой — эти контакты были установлены через Азербайджан, где, согласно отчёту НКИД РСФСР, «группа их приверженцев содействовала перевороту и приглашению российских войск революционным азербайджанским правительством». В начале июня 1920 года НКИД РСФСР было получено датированное 26 апреля письмо председателя созванного в Ангоре (совр. Анкара) Великого национального собрания Турции Мустафы Кемаль-паши, адресованное правительству РСФСР, где Мустафа Кемаль заявлял, что Турция «обязуется бороться совместно с Советской Россией против империалистических правительств для освобождения всех угнетённых, обязуется повлиять на Азербайджанскую республику, чтобы она вошла в круг советских государств, изъявляет готовность участвовать в борьбе против империалистов на Кавказе и надеется на содействие Советской России для борьбы против напавших на Турцию империалистических врагов»
Азербайджанская демократическая республика просуществовала всего 23 месяца; если считать с момента захвата Баку — 19 месяцев. Смена власти произошла в результате совместных действий Азербайджанского революционного комитета (Азревком) и сил XI Красной армии в конце апреля 1920 года. Восстановление советской власти прошло почти без сопротивления. По свидетельству Г. Мусабекова «само командование удивлялось столь быстрому бескровному успеху»
22 мая—3 июня 1920, нескольким генералам удалось организовать мятеж в Гяндже и цепочку волнении по всей стране, но Красная армия быстро их подавила.
После войска Красной армии вошли в Армению, а затем и в Грузию. Впоследствии во взаимодействии с подчинившимся большевикам местными войсками заняли территории всего Южного Кавказа. К середине июня 1920 г. сопротивление армян в Карабахе Красной армией также было подавлено. 10 августа 1920 года между РСФСР и Республикой Армении было заключено соглашение, согласно которому Красная Армия РСФСР заняла спорные между Арменией и Азербайджанской ССР территории Карабаха, Зангезура и Нахичевани. Республика Горная Армения в Зангезуре и части Карабаха сопротивлялась более эффективно и сдалась советской власти на своих условиях только 9 июля 1921 года.

## Государственно-политическое устройство

### Парламент

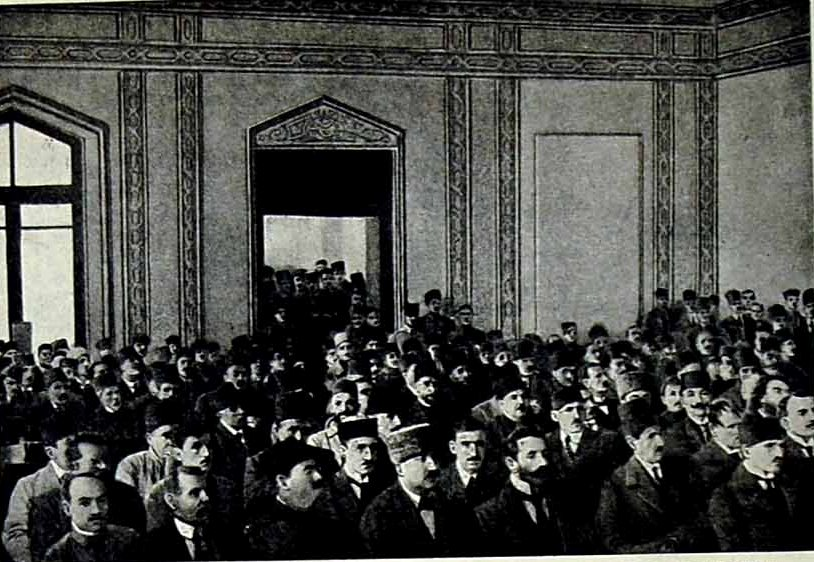
В зале заседания первого парламента Азербайджана. 7 декабря 1918

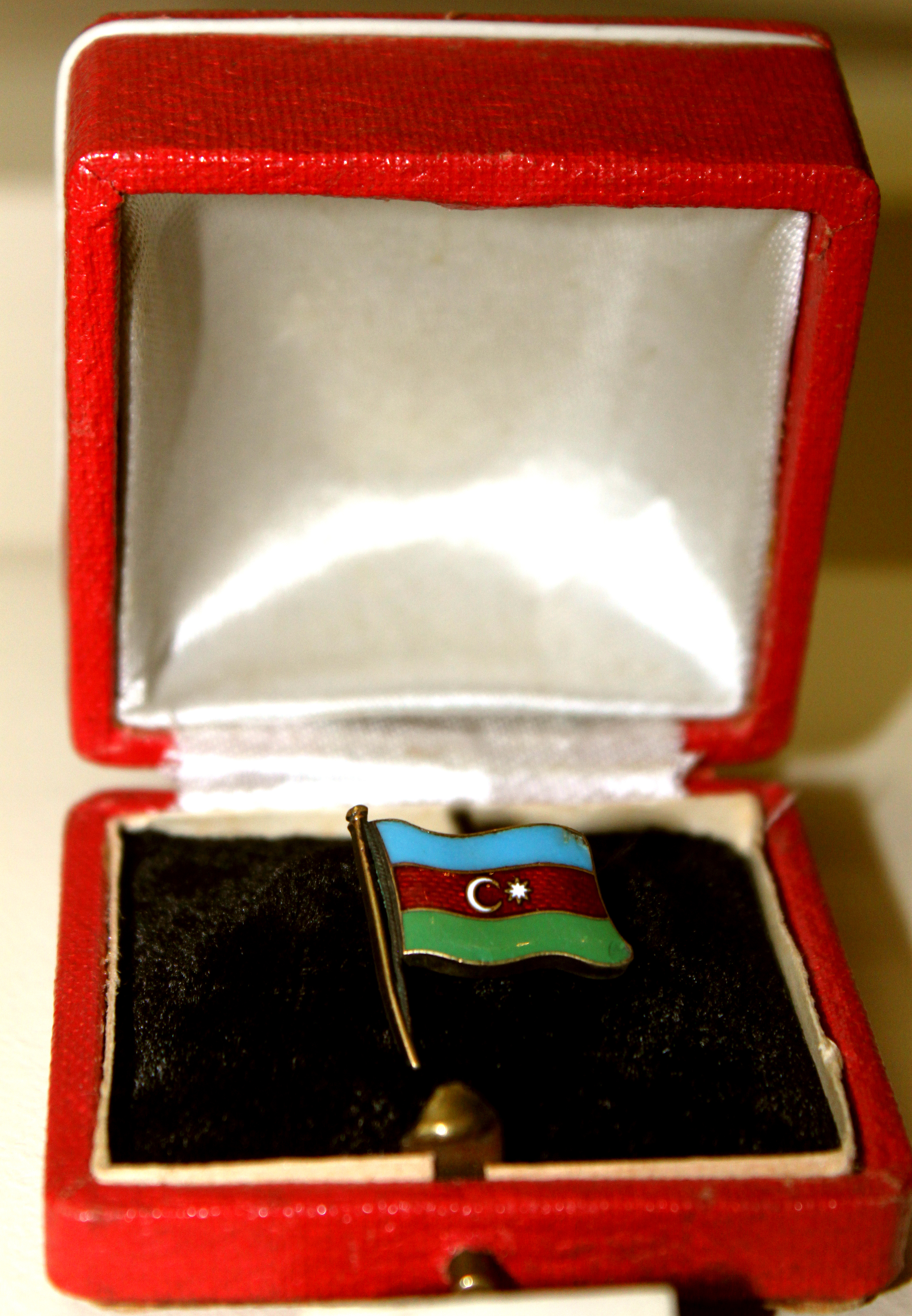
Депутатский значок Алимардан-бека Топчибашева. Музей истории Азербайджана

19 ноября 1918 года был принят закон об образовании азербайджанского парламента. 7 декабря открылся парламент Азербайджанской Демократической Республики, первоначально состоявший из 97 депутатов. Председателем парламента стал Алимардан-бек Топчибашев, выпускник юридического факультета Петербургского университета, дипломат, пытавшийся отстаивать независимость Азербайджана, автор труда «Дипломатические беседы в Стамбуле».
В парламенте было представлено 11 фракций и групп. Состав парламента претерпевал некоторые изменения, но общее число депутатов не превышало ста человек. В конце 1919 года 96 депутатов распределялись между фракциями следующим образом: «Мусават» — 28, «Иттихад» — 13, «Ахрар» — 6, «Социалистический блок» — 8, «Гуммет» — 5, беспартийные — 18, «Славяно-русское общество» — 3, «Национальные меньшинства» — 4, «Армянская фракция» — 5, «Дашнакцутюн» — 6 человек.
7 декабря 1919 года, спустя ровно год после первого заседания парламента, в здании, где он был расположен, открылся Музей «Истиглал» («Независимости»), где были собраны археологические находки, произведения художников, экземпляры редких книг, предметы нумизматики, ювелирные украшения и т. д.

### Административно-территориальное деление

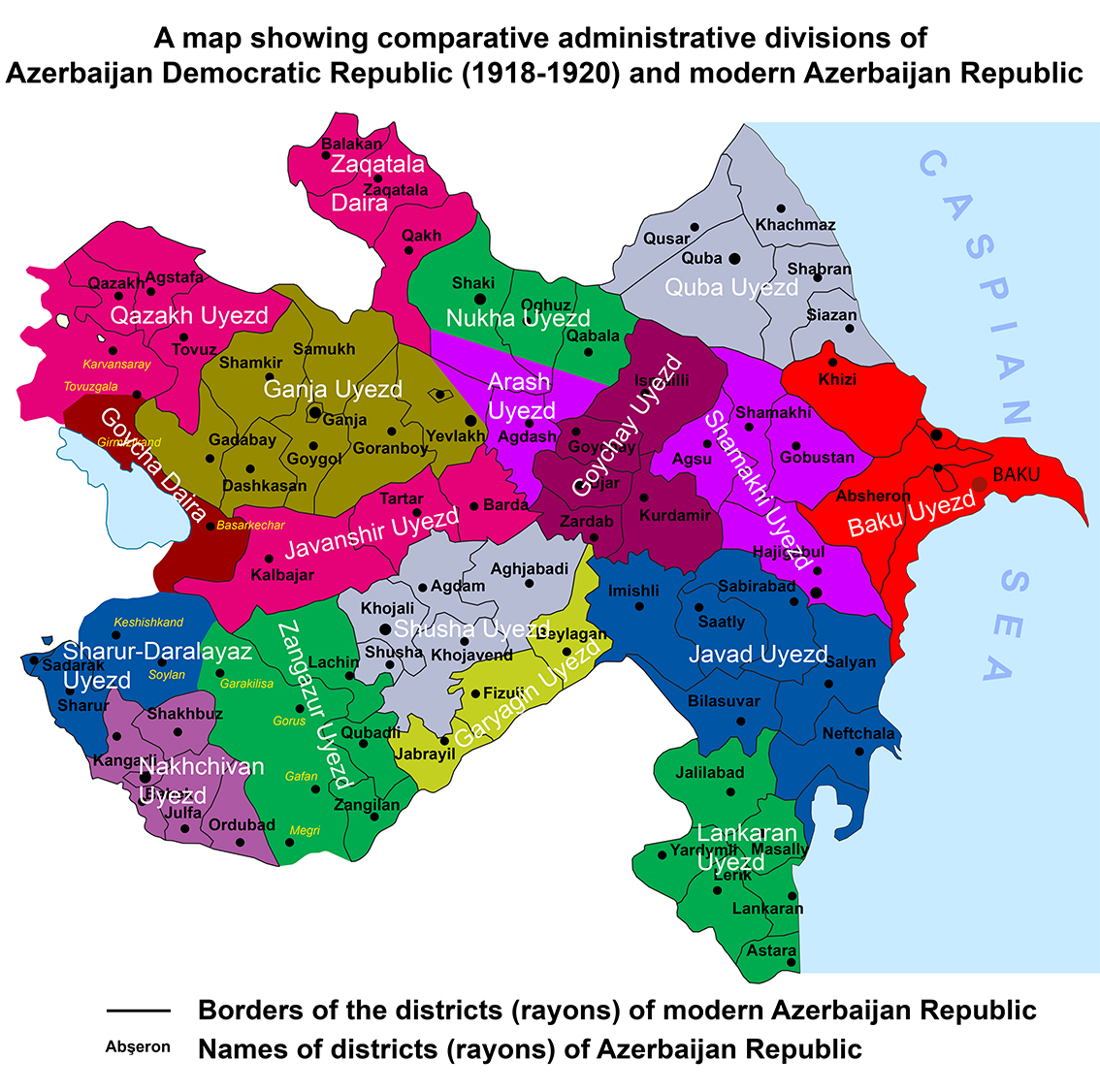
Административно-территориальное деление АДР в рамках заявленных парламентом страны границ. Границы с Арменией (спорные территории Нахичевани, Зангезура и Нагорного Карабаха) официально не признаны

В Азербайджанской Демократической Республике по существу была сохранена существовавшая ещё в царское время старая форма административного управления. В рамках заявленной территории Азербайджанская Демократическая Республика делилась на Бакинскую, Ганджинскую и Закатальскую губернии и Карабахское генерал-губернаторство, каждая из которых в свою очередь делилась на уезды. Во главе губернии стояли губернаторы, а во главе уездов — уездные начальники.
15 января 1919 года было создано Карабахское генерал-губернаторство, состоявшее из Шушинского, Джаванширского, Джабраильского и Зангезурского уездов. 28 февраля 1919 года правительство АДР, руководствуясь обращением временного правительства Нахичевани, образовало Нахичеванское генерал-губернаторство (в документах также именовалось генерал-губернаторством юго-западного Азербайджана, временным генерал-губернаторством Нахичеванского, Ордубадского, Шарур-Даралаязского и Ведабасарского районов). Однако, 1 сентября того же года Верховный комиссар Антанты в Армении американский полковник Гаскель направил правительствам Азербайджана и Армении директиву, в которой сообщал об установлении в Нахичеванском и Шаруро-Даралагёзском уездах «нейтральной зоны управления» во главе с американским генерал-губернатором. Правительство АДР уведомило его, что оно не будет «противодействовать предначертаниям верховного комиссара». Прибывший 29 октября в Нахичевань заместитель Гаскеля полковник Рей, официально объявил о создании Нахичеванского генерал-губернаторства во главе с полковником американской армии Эдмундом Дэлли.
Губернаторы
- Алияр-бек Гашимбеков — губернатор Закатальской губернии.
- Худадат-бек Рафибеков — губернатор Гянджинской губернии.
- Ибрагим-ага Векилов — губернатор Гянджинской губернии.
- Хосров-бек Султанов — губернатор Карабахского генерал-губернаторства.

Руководители уездов
- Алияр-бек Гашимбеков — нахичеванский генерал-губернатор (или генерал-губернатор Юго-Западного Азербайджана).
- С. Джамиллинский — Нахичеванский генерал-губернатор.
- Джавад-бек Мелик-Еганов — генерал-губернатор Ленкоранского уезда.
- И. Мурадов — гянджинский, затем казахский генерал-губернатор.
- Бахрам Хан Нахичеванский[азерб.] — нахичеванский генерал-губернатор (или генерал-губернатор Юго-Западного Азербайджана).
- Хосров-бек Султанов — временный генерал-губернатор Шушинского, Джеванширского, Джебраильского и Зангезурского уездов.
- Амир Хан Хойский[азерб.] — казахский, затем кубинский генерал-губернатор.

## Судопроизводство
Действовала Азербайджанская судебная палата, Бакинский и Гянджинский окружные суды. Действовали органы прокурорского надзора, судебные следователи, мировые отделы, присяжная и частная адвокатура, судебные приставы.

## Внутренняя политика

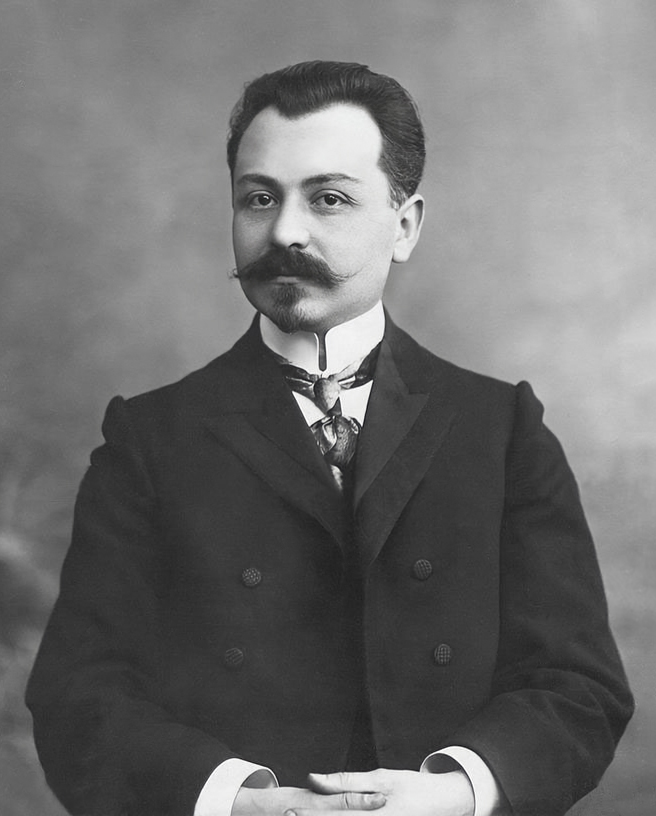
1-й Председатель Совета Министров АДР Фатали-хан Хойский

26 декабря 1918 года был сформирован третий кабинет министров в следующем составе:
1. Министр-председатель и министр иностранных дел — Фатали Хан Хойский,
2. Министр внутренних дел — Х.-б. Хасмамедов,
3. Министр финансов — И. Н. Протасов,
4. Министр путей сообщения и вероисповеданий — Насиб-бек Усуббеков,
5. Министр почты, телеграфа и труда — А.-б. Сафикюрдский,
6. Министр земледелия — Хосров-бек Султанов,
7. Военный министр — Самедбек Мехмандаров,
8. Министр призрения — Р.-Х. Хойский,
9. Министр народного здравия — Е. Я. Гиндес,
10. Министр продовольствия — К. П. Лизгар,
11. Министр торговли и промышленности М. Асадуллаев и контролёр М.-Г. Гаджинский[64].

8 января 1919 года был принят Закон о политической амнистии. 15 января был создан Главный штаб Вооружённых сил Азербайджанской Республики.

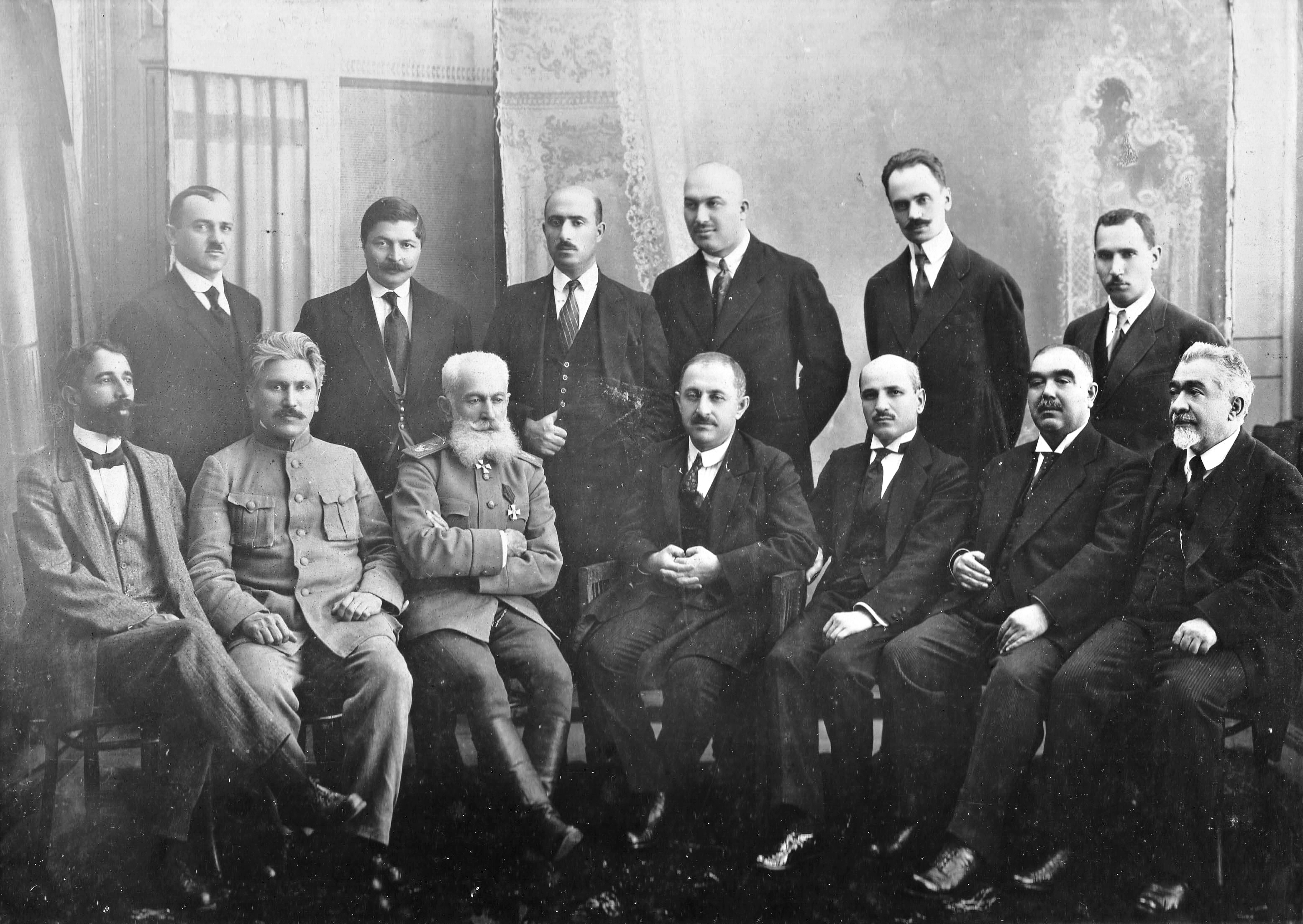
Кабинет министров АДР IV-го состава. Декабрь 1919. Слева направо:
сидят: А. Сафикурдский, Х. Мелик-Асланов, С. Мехмандаров, Н. Усуббеков, М. Ю. Джафаров, А. Гасанов и А. Н. Достаков;
стоят: X. Амаспюр, Р. З. Капланов, А. Аминов, Дж. Гаджинский, В. В. Кленовский, Н. Нариманбеков.

В марте ушёл в отставку кабинет министров Ф. Хойского. 14 апреля был объявлен новый (четвёртый) кабинет в следующем составе:
- Министр-председатель и министр внутренних дел — Н.-б. Усуббеков
- Министр финансов — Али Ага Гасанов
- Министр торговли и промышленности — Ага Аминов
- Министр иностранных дел — М.-Ю. Джафаров
- Министр путей сообщения — X.-б. Мелик-Асланов
- Министр почты и телеграфа — Д ж.-б. Гаджинский
- Министр юстиции и труда — А.Сафикюрдский
- Военный министр генерал — С. Мехмандаров
- Министр здравия — А. Н. Дастаков
- Министр просвещения и вероисповеданий — Рашид Хан Капланов
- Министр земледелия Аслан Кардашев, министр без портфеля — Х. Амаспюр
- Министр контроля Н. Нариманбеков.

24 апреля на территории Мугани началось большевистское восстание против «белого» правительства области, созданного ещё в августе 1918 года и признававшего власть деникинского правительства Юга России. 15 мая здесь была провозглашена Муганская Советская Республика, просуществовавшая до 23 июля. 
11 июня был учреждён Комитет государственной обороны в составе председателя Совета министров Насиб-бека Усуббекова, военного министра, министра путей сообщения, министра иностранных дел и министра юстиции.

11 июня на территории Азербайджана было введено военное положение.
11 августа был принят Закон об азербайджанском гражданстве.
18 августа парламентом был подписан указ «Об охране государственной границы Азербайджанской Республики» и закон «О создании пограничной таможенной охраны в Азербайджанской Республике», состоявший из 8 статей. В 1-й статье закона говорилось: «Создать 99 пограничных постов в составе 992 пограничников на протяжении всей границы Азербайджана, согласно дополнительным пунктам дислокации с целью охраны границ Азербайджанской Республики от незаконной торговли и борьбы с контрабандой» (Этот день в 2000 году был объявлен президентом Гейдаром Алиевым днём профессионального праздника пограничников).
24 августа 1919 года началась эвакуация английских войск из Баку.

## Внешняя политика
28 декабря 1918 года генерал-майор В. М. Томсон сделал заявление о признании правительства Фатали Хан Хойского единственно законной властью в Азербайджане:
«Ввиду образования коалиционного правительства Азербайджана под председательством г-на Ф. Х. Хойского, я объявляю, что союзное командование окажет полную поддержку этому правительству как единственной законной местной власти в пределах Азербайджана».

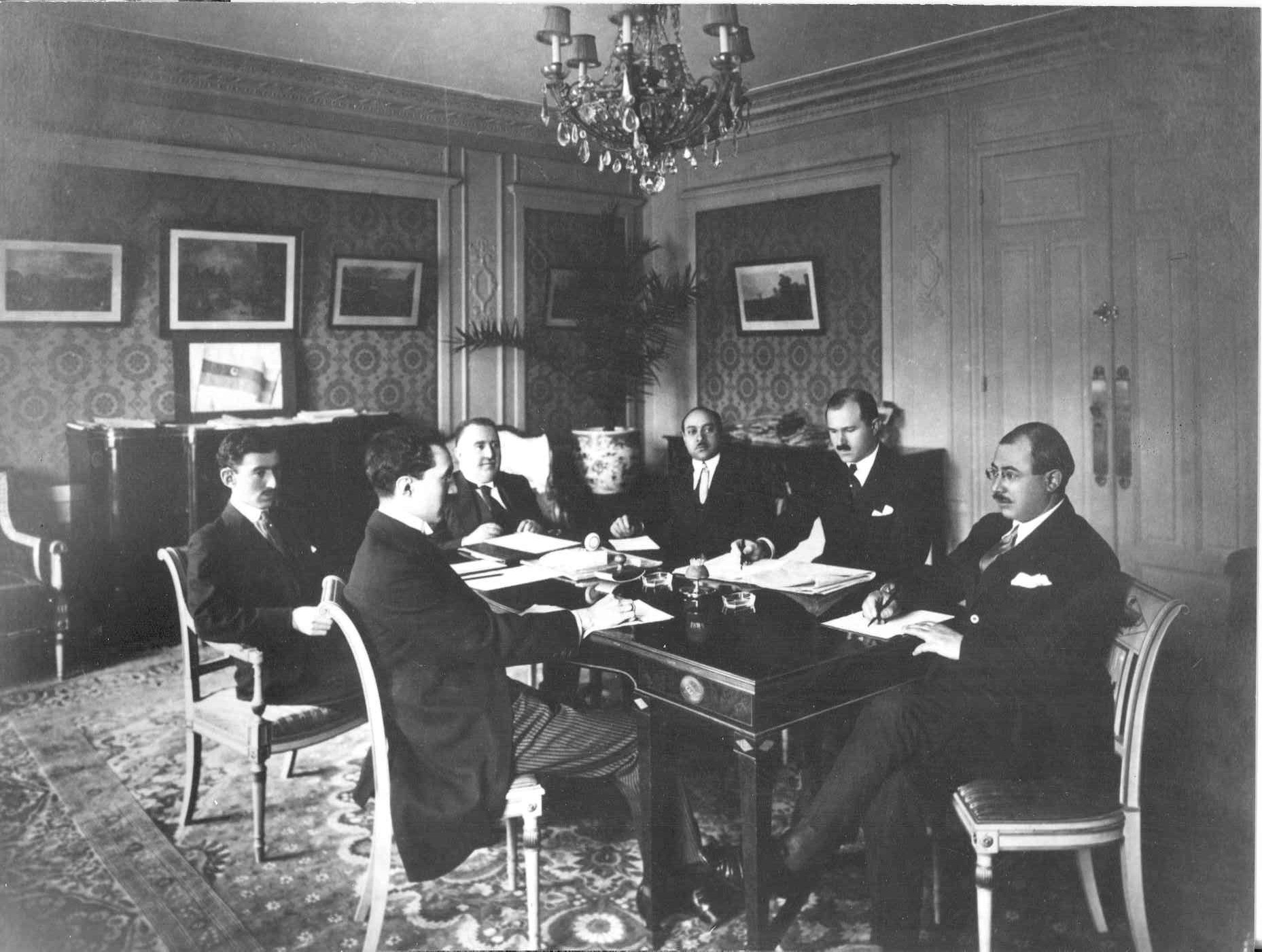
Азербайджанская делегация в Париже в отеле Гларидж во время Парижской мирной конференции, 1919 год. Во главе делегации (в центре) — председатель парламента Алимардан-бек Топчибашев

В 1919 году на Парижской мирной конференции участвовала и делегация Азербайджанской Демократической Республики. Она была образована с целью защиты интересов Азербайджана на этой конференции. В состав делегации входили председатель делегации А. М. Топчибашев; члены — М. Г. Гаджинский («Мусават»), А. Агаев (беспартийный), А. Шейхульисламов («Гуммет»); советники — М. Магеррамов (социалист), М. Мехтиев («Иттихад»), Дж. Гаджибеков («Мусават»); сотрудники — А. Гусейнзаде (беспартийный), В. Марчевский (беспартийный). Кроме них, в состав делегации входили секретари — С. Меликов и А. Топчибашев, переводчики — А. Кафаров (французский язык), Г. Кафарова (английский язык), Г. Мамедов (французский и турецкий языки), а также личный секретарь председателя Р. Топчибашев. Основной целью делегации было признание мирной конференцией в Париже полной и безусловной независимости Азербайджанской Республики, как суверенного государства. В задачу делегации входило также «подготовка общественного мнения цивилизованных стран Европы и Америки в направлении, наиболее благоприятствующем признанию независимости Азербайджана и установлению коммерческих контактов с деловыми кругами этих стран». Делегация выехала из Баку 8 января 1919 года и, после некоторой задержки в Стамбуле, в мае прибыла в Париж.

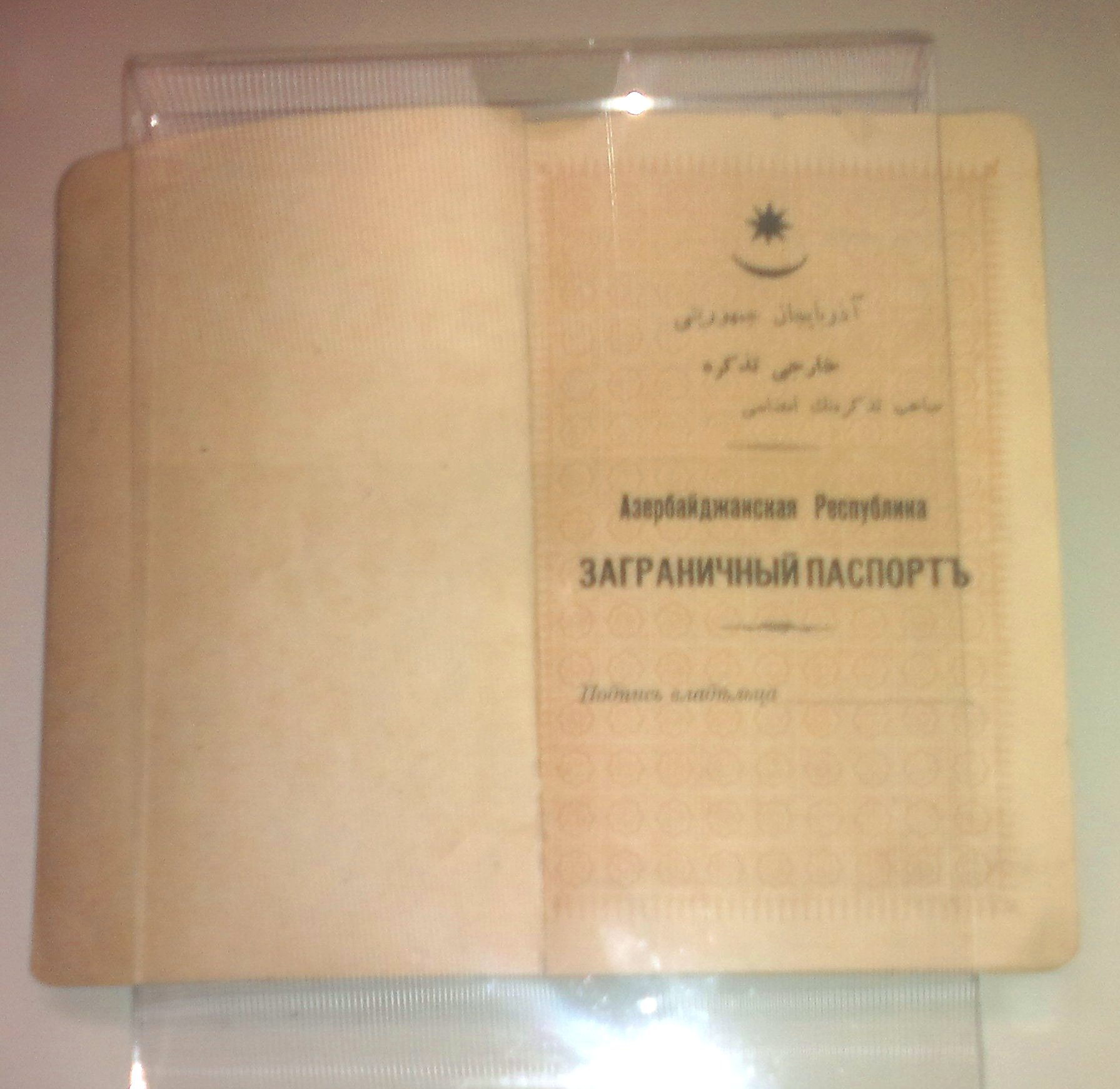
Заграничный паспорт гражданина Азербайджанской Республики. Музей истории Азербайджана

16 июня 1919 года ввиду ожидавшегося наступления Добровольческой армии генерала Деникина на Азербайджан, с одной стороны, и на Грузию — с другой было заключено военно-оборонительное соглашение между Азербайджаном и Грузией на следующих условиях:
1. Договаривающиеся государства обязуются выступать совместно всеми вооружёнными и военными силами и средствами против всякого нападения, угрожающего независимости или территориальной неприкосновенности одной или обеих договаривающихся республик. …10. Третьей закавказской республике — Армении представляется право в двухнедельный срок со дня официального сообщения настоящего договора заявить о своем согласии присоединиться к этому соглашению
Однако руководство Армении предпочло заключить тайный военный союз с Деникиным. По выражению одного из эриванских политиков того времени, «Армянская Республика со своими силами составляла 7-й корпус Деникинской армии».
19 августа был заключён англо-иранский договор, по которому Иран отказался от территориальных притязаний к Азербайджану.
11 января 1920 года Верховный совет союзных держав — победительниц в Первой мировой войне принял решение о признании де-факто независимости Азербайджана.

### Представители АДР за границей

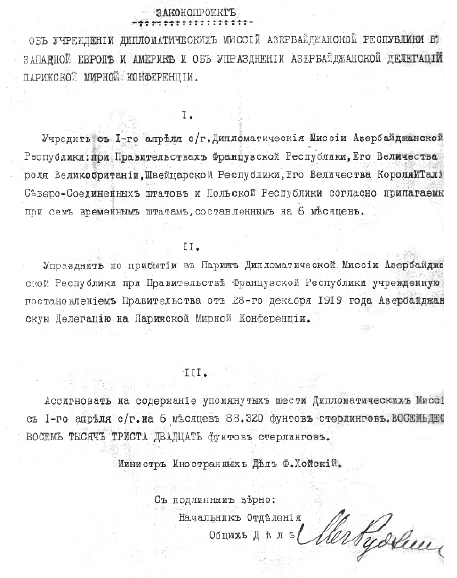
Законопроект об учреждении Дипломатических миссий Азербайджанской Республики в Западной Европе и Америке и об Упразднении Азербайджанской делегации на Парижской мирной конференции

22 апреля 1920 года парламентом АДР был принят закон «об учреждении Дипломатических миссий Азербайджанской Республики в Западной Европе, Америке, Германии и Советской России и Упразднении Азербайджанской делегации на Парижской мирной конференции». В законе говорилось:
1. Учредить с 1 апреля с/г. дипломатические миссии Азербайджанской Республики при Правительствах Французской Республики, Его Величества Короля Великобритании, Швейцарской Республики, Его Величества Короля Италии, Северо-Американских Соединенных штатов, Германии, Советской Республики и Польской Республики согласно прилагаемым временным штатам, составленным на 6 месяцев.
2. Упразднить по прибытии в Париж Дипломатической миссии Азербайджанской Республики при Правительстве Французской Республики учрежденную постановлением Правительства от 23 декабря 1919 года Азербайджанскую делегацию на Парижской Мирной конференции.
3. Ассигновать на содержание упомянутых восьми дипломатических миссий с 1 апреля с/г. на шесть месяцев сто восемнадцать тысяч триста двадцать (118.320) фунтов стерлингов.

| Место           | Дипломатический представитель          | Заместитель/советник                                 |
| --------------- | -------------------------------------- | ---------------------------------------------------- |
| Армения         | Абдурахман бек Ахвердов                | советник Ага Салах Мусаев                            |
| Грузия          | Фарис бек Векилов                      |                                                      |
| Персия          | Адиль хан Зиядханов                    | заместитель Алекпер бек Садыхов                      |
| Украина         | консул Джамал Садыхов                  |                                                      |
| Константинополь | Юсиф бек Везиров                       | заместитель и финансовый советник Джангир бек Гаибов |
| Батум           | генеральный консул Махмуд бек Эфендиев |                                                      |
| Крым            | консульский агент Шейх-Али Усейнов     |                                                      |

### Иностранные миссии в АДР

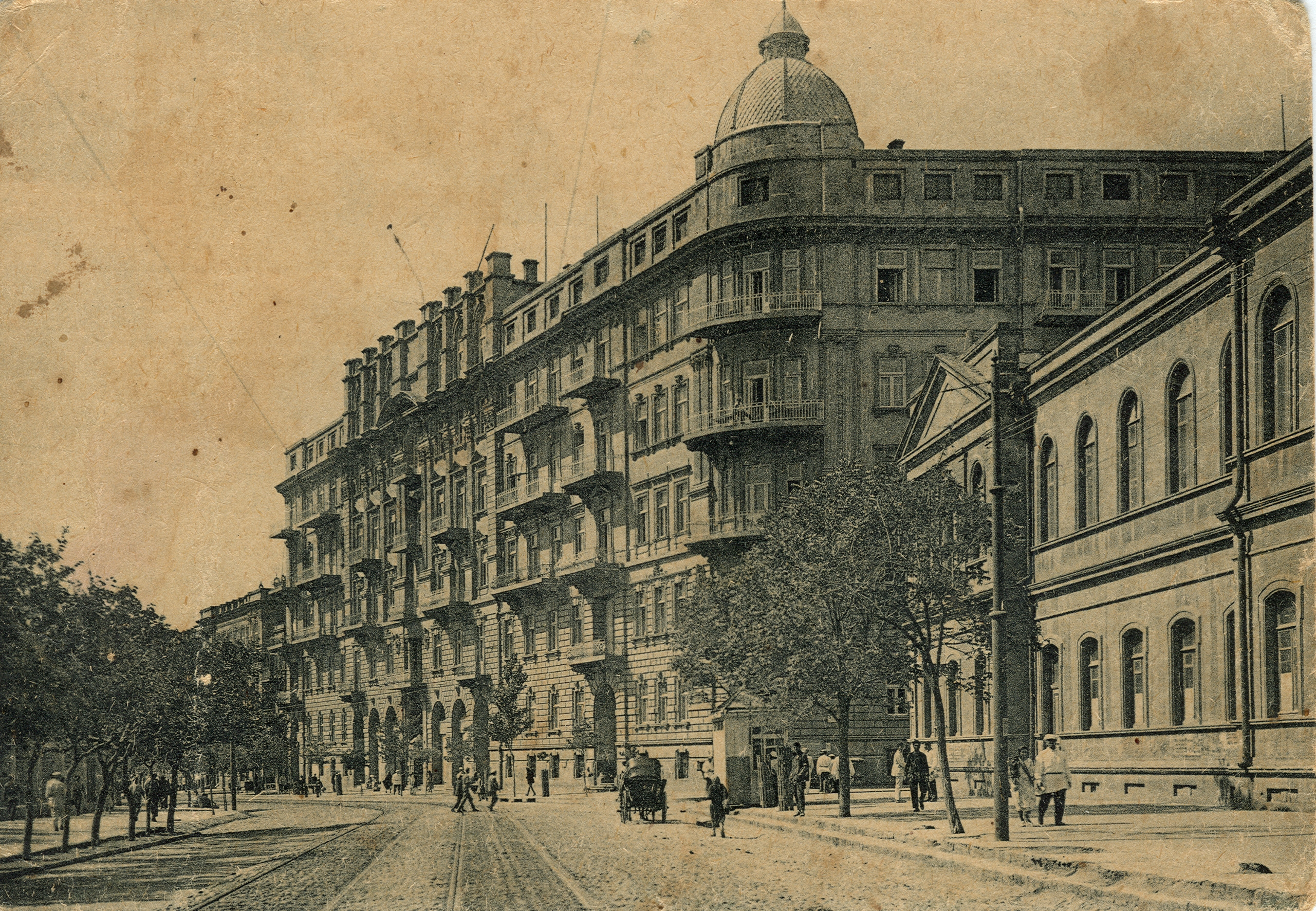
Дом Мирзабекова на улице Николаевской, где в годы АДР располагалась дипломатическая миссия Украины. Начало XX века

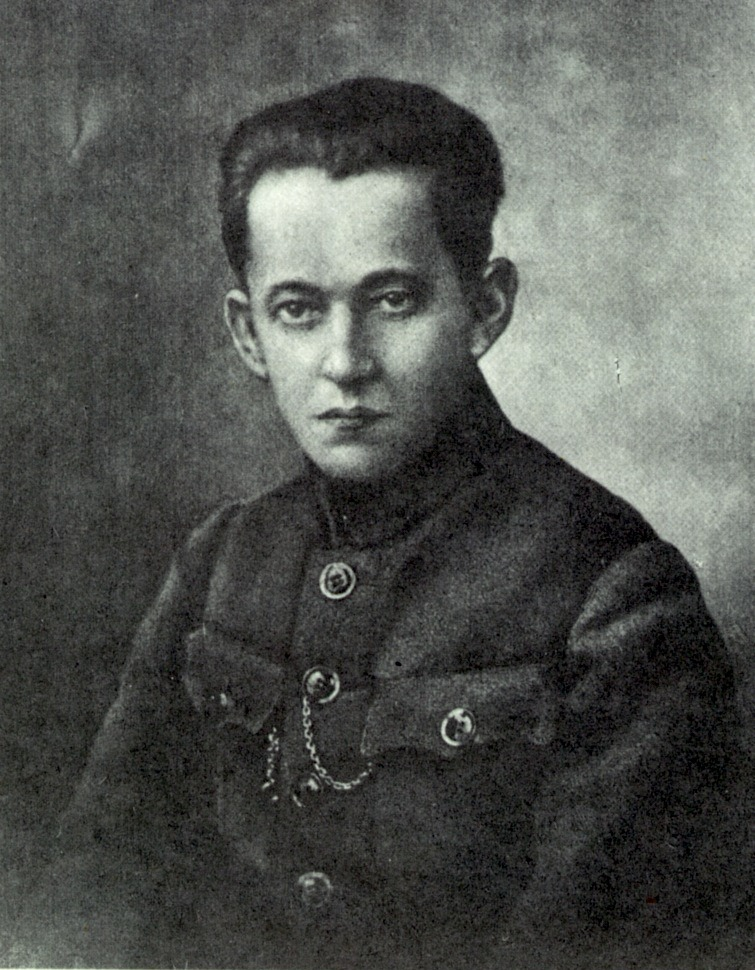
В. И. Мицкявичюс, консул Литовской Республики в Азербайджане

В Баку после образования АДР действовали дипломатические представительства 16 стран.
| Страна    | Представитель                                 | Адрес                                                                                   |
| --------- | --------------------------------------------- | --------------------------------------------------------------------------------------- |
| Англия    | вице-консул Гевельке                          | Кладбищенская, 11, канцелярия Русско-Азиатского Банка                                   |
| Армения   | Г. А. Бекзадян                                | Телефонная, 5                                                                           |
| Бельгия   | консул Айвазов                                | Горчаковская, 19                                                                        |
| Греция    | консул Кусис                                  | угол Гоголевской и Молоканской                                                          |
| Грузия    | дипломатический представитель Н. С. Алшибай   | Полицейская, 20                                                                         |
| Дания     | консул Э. Ф. Бисринг                          | Биржевая, 32, «Электрическая Сила»                                                      |
| Италия    | начальник восьмой миссии Энрико Инсом         | Молоканская, 35                                                                         |
| Италия    | консул Л. Грикуров                            | Красноводская, 8                                                                        |
| Литва     | консульский агент В. И. Мицкявичюс (Мицкевич) | Позеновская, 15                                                                         |
| Персия    | генеральный консул Саад-уль-Визиров           | Губернская, угол Спасской                                                               |
| Польша    | консульский агент С. Рыльский                 | Полицейская, 15                                                                         |
| США       | вице-консул Джон Рандольф                     | Красноводская, 8, канцелярия-Гимназическая ул., д. Армянского человеколюбивого общества |
| Украина   | вице-консул Голован                           | Николаевская, д. Мирзабекова, Украинский Национальный Совет                             |
| Финляндия | консульский агент Вегелиус                    | Балаханы, контора Нобеля                                                                |
| Франция   | консульский агент Емельянов                   | Водовозная, д. Митрофанова                                                              |
| Швейцария | консул Клоттю                                 | Биржевая, 14                                                                            |
| Швеция    | консул Р. К. Ван-дер-Плуг                     | угол Персидской и Губернской                                                            |

## Экономика

### Денежная единица

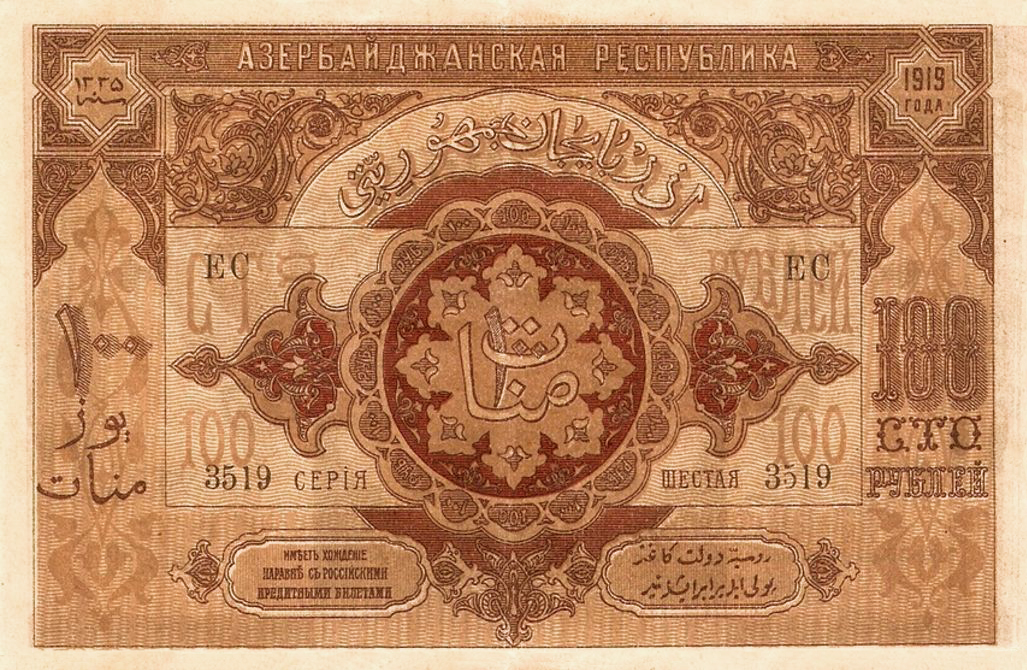
Банкнота Азербайджанской Республики в 100 рублей 1919 года

В качестве валюты Азербайджанской Демократической Республики использовался рубль (азерб. منات — манат).
19 января 1918 года Бакинская управа начала выпуск так называемых «бакинских денег». Это был первый выпуск бумажных денег в послереволюционном Закавказье. В феврале того же года начат выпуск бонов Закавказского комиссариата (первый закавказский рубль, закбон), выпускавшихся до сентября 1918 года и распределявшихся на договорных началах между Грузией, Арменией и Азербайджаном. Эмиссия бакинских денег при этом продолжалась до июля 1918 года. В июле вместо них Бакинской коммуной начат выпуск денег Совета городского хозяйства, выпускавшихся до 14 сентября того же года.
В октябре 1918 года правительство Азербайджанской Республики начало эмиссию бонов независимо от своей доли в эмиссии Закавказья. В сентябре 1919 года был создан Государственный банк Азербайджана, начавший выпуск банкнот Азербайджанской Республики, выпускавшихся до апреля 1920 года. Выпускались банкноты номиналом в 25, 50, 100, 250 и 500 рублей. На этих банкнотах по-азербайджански, по-русски и по-французски было написано «Азербайджанская Республика» (азерб. آذربایجان جومهوریتی; фр. Republique d'Azerbaidjan).
В апреле 1920 года начинается выпуск бумажных денег уже Азербайджанской Социалистической Советской Республики, выпускавшихся до января 1923 года. Все же предыдущие выпуски денег были аннулированы.

## Память
В 2018 году в Азербайджане на протяжении года проводились мероприятия, посвященные столетию Азербайджанской Демократической Республики. В рамках мероприятий, 26 июня и 15 сентября были проведены военные парады по случаю соответственно столетию создания Национальной Армии и освобождению города Баку. Кроме того, в сентябре с участием парламентских делегаций из около 40 стран прошло заседание, посвященное столетию азербайджанского парламента.

### В кинематографии
- «Азербайджанская Демократическая Республика» («Azərbaycan Xalq Cümhuriyyəti», 2001)
- «Тайные освободители» («Gizli istiqlalçılar», 2018)[85]
- «Последнее собрание» («Son iclas», 2018)[86]